# Història del Futbol Club Barcelona
La història del Futbol Club Barcelona més que centenària necessàriament ha passat per etapes molt diverses, tant en el plànol esportiu com en el social.
El Català FC (ja desaparegut), va ser creat en el gimnàs Tolosa del Sr. Jaume Vila amb la intenció de promocionar l'esport local. També va rebutjar l'ingrés al club d'un jove suís entusiasta del futbol de nom Hans Gamper, per la seva condició de foraster. Llavors Gamper, com a reacció al menyspreu rebut, juntament amb un grup de joves anglesos, un canadenc i uns quants barcelonins, va fundar el 29 de novembre del 1899 l'actual Futbol Club Barcelona amb el nom de Foot-ball Club Barcelona.
Durant les dictadures de Primo de Rivera i, sobretot, la de Francisco Franco, totes les llengües i identitats regionals van ser mal vistes i contingudes. El FC Barcelona es va convertir en "més que un club" per la seva presumpta relació amb creences progressistes o de la seva funció representativa de Catalunya. El Camp Nou va ser on el culers va aglutinar un important sentiment identitari i d'oposició al règim. Ja en democràcia, el F.C. Barcelona va comptar amb figures com Johan Cruyff, Quini, Schuster, Diego Armando Maradona, Ronald Koeman, Hristo Stoichkov, Romário i Ronaldo, i va viure una època daurada durant l'etapa d'entrenador de Cruyff (1988-1996), en la qual es va forjar l'anomenat Dream Team, un equip que va guanyar quatre lligues, una copa, tres supercopes d'Espanya, una recopa, una supercopa d'Europa i una Copa d'Europa.
El Futbol Club Barcelona va viure una nova època daurada amb l'entrenador Pep Guardiola, amb un equip liderat per Leo Messi, Xavi i Iniesta, guanyador entre 2009 i 2012 de tres lligues, dues copes del Rei, tres supercopes d'Espanya, dues supercopes d'Europa, dos títols de Champions i dues copes Mundial de Clubs; el 2009 van aconseguir un sextet, el primer equip del món a aconseguir-ho. Aquests anys també va despuntar l'equip femení del F.C. Barcelona, amb figures com Alèxia Putellas i Aitana Bonmatí.
Des de la seva fundació com a club de futbol, el club ha anat afegint a la seva estructura altres seccions esportives, com ara la de bàsquet, la d'handbol, la d'hoquei patins, la de rugbi, la de beisbol, la de patinatge, la d'hoquei gel, la de voleibol, la de futbol sala o de manera breu també la de ciclisme, que van portar l'entitat a ser un referent de l'esport no només a nivell nacional sinó internacional, collint nombrosos trofeus en tots els àmbits.

## Evolució del nom
L'entitat fou fundada, el 29 de novembre de 1899, com a Foot-ball Club Barcelona, amb el nom totalment en anglès. Sota el franquisme es va castellanitzar el nom, per un decret governamental que obligava a usar l'espanyol en les denominacions de les associacions. És per això que el 15 de gener de 1941 es va establir Club de Fútbol Barcelona com a nom de l'entitat. L'últim canvi es va produir durant els últims anys del règim franquista: el 8 de novembre de 1973, es recuperà la forma Futbol Club Barcelona, que s'ha mantingut fins avui.

## Els primers anys (1899-1920)
| «             | El Barça no pot morir ni ha de morir. Si no hi ha ningú que ho intenti, jo sol assumiré la responsabilitat d'encarregar-me'n d'ara en endavant. | » |
| — Joan Gamper | |   |

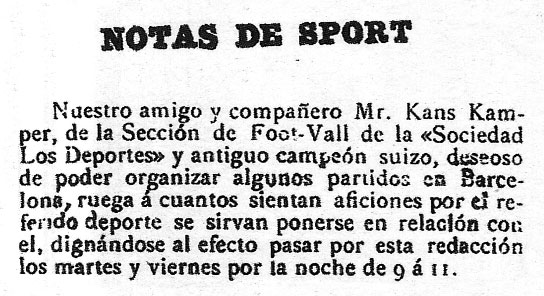
Anunci publicat a Los Deportes per captar els primers jugadors.

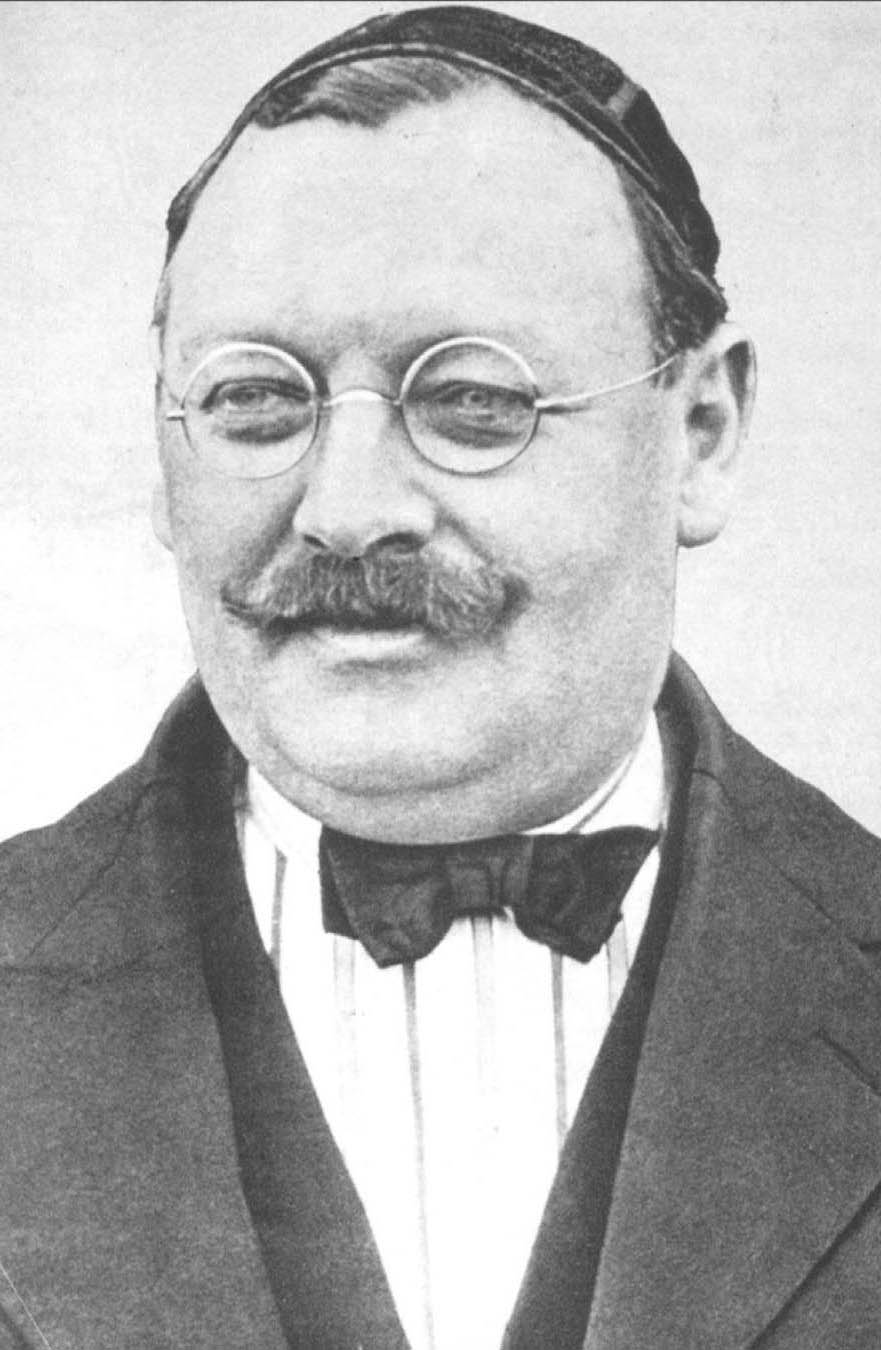
Fotografia de Joan Gamper el 1910

L'industrial suís establert a Barcelona Hans Gamper, fou el fundador del club, juntament amb un grapat d'entusiastes esportistes, tant catalans com de fora de l'estat, el 29 de novembre de 1899, que es reuniren al Gimnàs Solé després que es rebutgés la seva integració en el Català FC, recentment creat al Gimnàs Vila. Entre els fundadors figuraven els primers jugadors del club: Walter Wild, Lluís d'Ossó, Bartomeu Terradas, Otto Künzli, Otto Maier, Enrique Ducay, Pere Cabot, Carles Pujol, Josep Llobet, John Parsons i William Parsons. La presència d'enginyers i tècnics estrangers a Catalunya facilitava la socialització de l'esport del futbol, i la creació dels primers clubs com el Barcelona.
El primer president del club va ser el també suís Walter Gualteri Wild. Cal dir que en aquells primers temps els papers de jugador, soci i directiu coincidien molt sovint en una entitat que era petit club d'amateurs. La pràctica del futbol tot just estava naixent, així que més que competicions regulars eren els mateixos jugadors qui buscaven altres equips amb els quals poguessin jugar un partit, pagant-se ells mateixos les despeses.

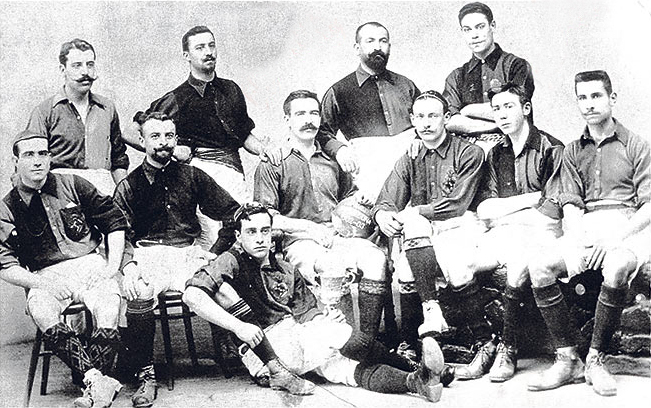
El Barça el 1903, vencedor de la Copa Barcelona. Dempeus: Llobet, Terradas, Reig i Vidal. Asseguts: Lluís d'Ossó, Steinberg, Meyer, Witty, Gamper, Harris i Lassaleta

El primer partit de la història del FC Barcelona es va jugar a la Bonanova el 8 de desembre de 1899 contra un equip de futbolistes de la colònia anglesa de Barcelona. En aquella històrica estrena els blaugrana van perdre per 0-1. El 13 de desembre, l'equip blaugrana es va fusionar amb el Team Anglès. S'adopten els colors blau-marí i grana i l'escut de la ciutat, i s'hi fixa la quota de soci: dues pessetes. El primer triomf del Barça es produeix el dia 24 de desembre del mateix any en vèncer el Català FC, per 3-1. Aquells primers partits del Barça es jugaren a l'antic Velòdrom de la Bonanova, però aviat l'equip es traslladà al camp de l'Hotel Casanovas, molt a prop d'on avui s'aixeca l'Hospital de Sant Pau. Aquest nou escenari acollí els partits del Barça a partir del 18 de novembre del 1900, dia en què s'aplegaren prop de 4.000 espectadors per presenciar el partit inaugural que enfrontà el Barça amb l'Hispània FC (amb empat a zero final). El 23 de desembre del mateix any es disputà primer partit amb la Societat Espanyola de Foot-ball, embrió del futur RCD Espanyol de Barcelona al camp de l'Hotel Casanovas. El partit acabà sense gols. El Barça jugà sense estrangers en deferència al seu rival.
L'any 1902 el Barça s'adjudicà el primer títol oficial de la història del club, la Copa Macaya, embrió del que després seria el Campionat de Catalunya. Amb motiu de les festes de la coronació del rei Alfons XIII, s'organitza el primer campionat estatal, la Copa de la Coronació. La competició es va iniciar el 13 de maig, amb el primer duel entre Barça i Madrid. Va guanyar el Barça per 3 a 1. El Barça va arribar a la final, però va ser derrotat pel Bizcaya, per 2 a 1. Es constitueix el 29 de desembre quan el Governador Civil de Barcelona, va aprovar estatuts del club al costat una instància, sota la direcció de Pere Cabot, enviat días abans (18 de novembre). La nova directiva la componien Paul Haas (president), Hans Gamper (vicepresident), Josep Llobet (tesorer), Pere Cabot (secretari), Josep Marin (vicesecretari), Josep Vidal (vocal 1r) i Lluís d'Ossó (vocal 2n). Finalment el 5 de gener de 1903 el Foot-ball Club Barcelona s'inscrigué en el registre d'associacions quan el Paul Haas presenta el 3 de gener d'aquell mateix any al Govern Civil una còpia certificada de l'Acta de Constitució de la Societat al costat una breu nota. Aquell any, el Barça guanya la Copa Barcelona. El Barcelona disputa el seu primer partit a l'estranger l'1 de maig del 1904, a Tolosa de Llenguadoc: Stade Olympique Toulouse 2 - Barcelona 3. A més va aconseguir tres Campionats de Catalunya, una Copa d'Espanya i una Copa dels Pirineus a finals de la seva primera dècada. L'equip va jugar en diferents camps: a la carretera d'Horta (1901) i al carrer Muntaner (1905), fins que el 14 de març del 1909 es va inaugurar el camp del carrer de la Indústria. Aquell recinte era situat en l'actual confluència dels carrers Villarroel i París, se'l coneixia amb el nom de l'Escopidora i feu servei fins a 1922. Tenia un aforament de 6.000 persones i la construcció de la seva tribuna de dos pisos va suposar un autèntic esdeveniment. La imatge dels aficionats blaugrana asseguts d'esquena sobre la tanca del camp és l'origen de la denominació de culers amb què són coneguts popularment els aficionats blaugranes. Ja en aquesta època el Barça va començar a destacar tant pel nombre de socis que pagaven quota com pel nombre d'espectadors que anaven al camp a veure els partits. De mica en mica s'abandonava l'amateurisme inicial i els millors jugadors s'erigien com a ídols populars. També va guanyar quatre Campionats de Catalunya, dues Copes d'Espanya i tres Copes dels Pirineus. L'1 de gener de 1913 el club va acceptar per primera vegada una dona com a sòcia, Edelmira Calvetó. D'aquella dècada també cal marcar que, el 1915, el club va crear la seva primera secció poliesportiva, la d'atletisme.

## La primera època daurada (1920-1930)

Primer equip de la temporada 1928-1929.

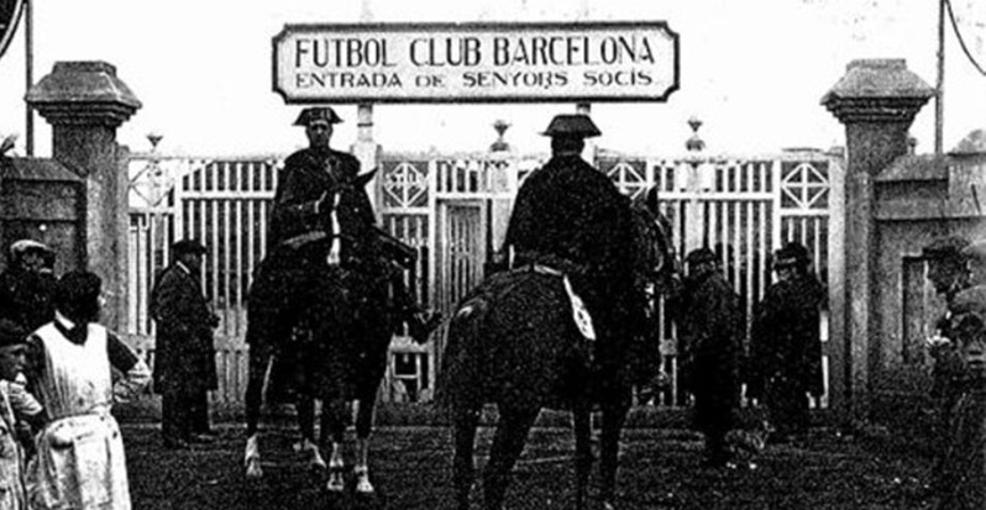
Guàrdies Civils a l'entrada del Camp del carrer Indústria

Els anys vint representen el Barça de l'edat d'or. El club passarà en aquesta dècada de 3.000 a 11.000 socis. L'equip incorpora homes clau com el filipí Paulino Alcántara (màxim golejador de tota la història blaugrana amb 356 gols oficials), el porter Ricard Zamora (que aviat tornaria a defensar la porteria de l'Espanyol) i sobretot el davanter Josep Samitier, anomenat també l'home llagosta per la seva habilitat. Tots ells, amb unes altres figures com Franz Platko o Josep Sastre, consolidaren un gran equip que s'adjudicà un gran nombre de títols en els campionats de Catalunya i Espanya, èxits que permeteren inaugurar el camp de Les Corts el dia 20 de maig del 1922, amb una capacitat inicial de 20.000 espectadors, però que va arribar a assolir els 60.000. En aquest període el Barça es va adjudicar quatre Copes d'Espanya i el primer campionat de Lliga espanyola (1928-29), amb l'entrenador Romà Forns que també n'havia estat jugador. El club fou essencial en la consolidació del futbol català com a espectacle públic. A més a més, durant aquesta dècada el Barça va crear les seves seccions de bàsquet, rugbi i hoquei herba.
La identificació del Barça amb Catalunya comença a fer-se palesa amb l'episodi de la Xiulada a l'himne d'Espanya mentre era interpretada sobre la gespa del terreny de joc de Les Corts per la banda de música, en un partit homenatge a l'Orfeó Català i que va enfrontar el Barça amb el CE Júpiter. L'incident fou respost per la dictadura militar de Miguel Primo de Rivera amb el tancament del Camp de Les Corts durant sis mesos del 1925 i la dimissió del president Hans Gamper, que fou "convidat" a abandonar el país.
Aquest període acaba amb la mort de Gamper el 30 de juliol del 1930. El fundador del club, afectat per una profunda depressió a causa de la davallada dels seus negocis, decideix suïcidar-se. La dramàtica i inesperada notícia colpeja la vida social i esportiva del club i l'aboca a un curt període de declivi.

## Davallada, II República i Guerra Civil: el president Suñol afusellat (1931-1939)

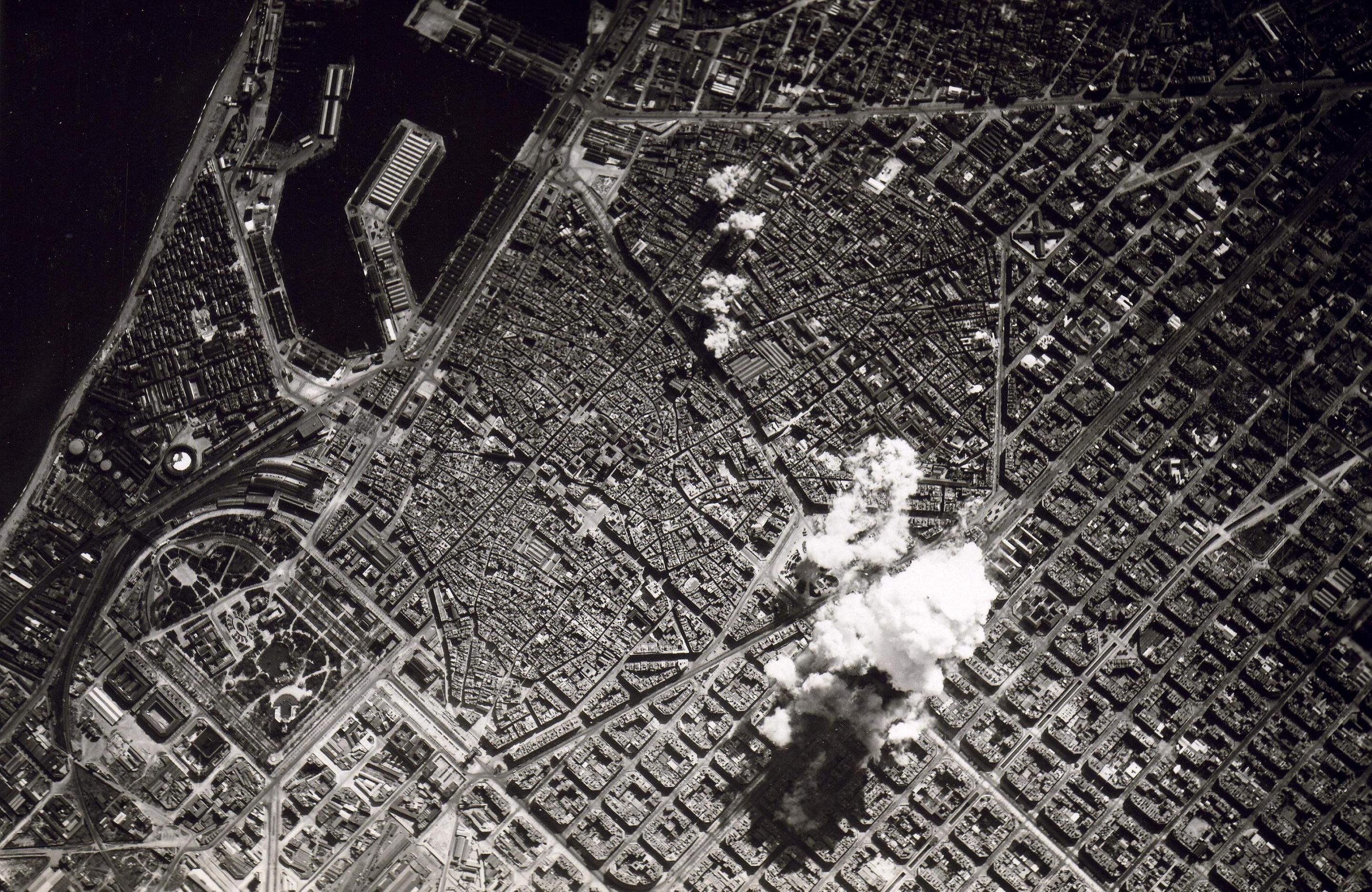
Bombardeig de Barcelona el 17 de març de 1938, fotografiat des d'un bombarder italià.

La dècada dels anys 30 representà una gran crisi per al club. Es va iniciar amb la mort de Hans Gamper i, posteriorment, coincidint amb l'adveniment de la Segona República, es va continuar amb un descens alarmant del nombre de socis. El club va acabar la dècada amb només 2.500 socis. Menció per la temporada 1933-34: el FC Barcelona va acabar penúltim, evitant la darrera plaça que fins a la temporada anterior suposava el descens de categoria. Aquella temporada quedaria per davant de l'Arenas Club de Getxo per sis punts de diferència, tot i que l'equip biscaí va evitar el descens gràcies a l'ampliació de la primera divisió a dotze equips planificada per la Federació Espanyola abans de l'inici de la temporada i que va suposar que aquella temporada no hi hagués plaça de descens. El 1934 la periodista i atleta Anna Maria Martínez Sagi es va convertir en la primera dona que va formar part de la junta directiva.
La situació de crisi es va agreujar definitivament amb la gran tragèdia col·lectiva que representà l'esclat de la Guerra Civil espanyola el 1936. El club patí durant la guerra nombrosos sotracs que l'acabarien marcant durant dècades a partir del seu posicionament al costat dels patiments que havien de suportar la majoria de barcelonins i catalans, finalment derrotats en la guerra civil que començava.
La primera gran sotragada a l'entitat li arribà quan el president del club Josep Sunyol, que era diputat al Congrés dels Diputats per Esquerra Republicana de Catalunya i president del RACC (1933-1934) era afusellat sense cap mena de procés per les tropes franquistes en una emboscada a la Serra de Guadarrama el dia 6 d'agost de 1936.
Uns quants dies després de l'assassinat de Sunyol, el 15 d'agost del 1936, l'entitat era confiscada pel sindicat anarcosindicalista CNT-FAI, però la ràpida actuació dels seus treballadors constituint-se en comitè revolucionari controlat per la UGT i passant a administrar el club aquell mateix dia, evità la possible desnaturalització de l'entitat. El comitè, encapçalat pels treballadors d'oficines del club Rossend Calvet i Mata i Josep Farré, gestionà el Barça com va poder en mig de moltes dificultats i riscos fins a poder autodissoldre's i retornar la seva administració un altre cop a la Junta directiva el mes de novembre del 1937.
Enmig de greus dificultats econòmiques, l'acceptació per part del comitè de treballadors que administrava el club d'una gira de partits amistosos a Mèxic l'estiu del 1937, suposà l'obtenció d'uns ingressos econòmics de 5.000 dòlars que permeteren sostenir l'estructura de la societat durant els pitjors anys de la guerra, si bé significà també la pèrdua d'importants jugadors (Ventolrà, Urquiaga, Iborra, Munlloch, Pedrol, Gual, García, Bardina i Tache restaren a Mèxic i Balmanya i Escolà se n'anaren a França) a qui el club havia deixat triar si tornar o quedar-se a l'estranger.
Però una altra vegada, una nova malvestat sacsejà el club quan la nit del 18 de març del 1938, l'aviació italiana que donava suport a l'exèrcit franquista, va realitzar un dels bombardejos sobre Barcelona que venia duent a terme des del març del 1937. Una de les bombes va caure i provocà l'esfondrament de part de l'estatge social del club, al carrer del Consell de Cent, 331, principal. El conserge Josep Cubells, que era a l'entitat i se salvà de l'atac, va haver de salvaguardar tot el material i documentació que va poder recuperar de les restes de l'edifici. La seu va haver de ser traslladada, dies després, a un pis a la Ronda Fermín Salvochea, avui Ronda Sant Pere, número 2.

#### Recuperació de la figura President Sunyol (1995-2016)
Durant els següents 60 anys, la figura del president Sunyol va caure en l'oblit col·lectiu del club i de la societat, no seria fins ben entrada la democràcia, a meitats dels anys noranta del segle xx, quan la seva figura començaria, tot just, a ser recuperada. Des del 22 de juliol de 1995, al districte de Les Corts de Barcelona hi ha una via pública dedicada a ell, el carrer Josep Suñol i Garriga. L'any 1996 el President Josep Lluís Nuñez, decidí retre-li un petit homenatge durant la celebració del Trofeu Joan Gamper. Aquell mateix any Antoni Strubell i Trueta i Francesc Gordo i Guarinos van fundar Els Amics de Josep Sunyol i ells foren els encarregats, l'any 1998 coincidint amb el centenari del seu naixement, de col·locar una placa commemorativa a la vorera de La Rambla a l'alçada del número 133 de Barcelona.

##### Any Sunyol 2015
Si bé la recuperació i restauració de la seva figura per part del mateix club encara hagué d'esperar el pas de dues dècades més, el 22 de desembre de 2014, quan la junta directiva del club, presidida per Josep Maria Bartomeu, decidí proclamar el 2015 com l'Any Sunyol 2015, tot coincidint amb el vuitantè aniversari de la seva arribada a la presidència del club, amb la finalitat de recuperar i restaurar d'una vegada per totes la seva dignitat. L'Any Sunyol 2015 va ser iniciat, formalment, el 26 de març de 2015, a partir d'aquell moment es van començar a celebrar un seguit d'actes, d'entre els quals, quatre d'ells en van ser els més significatius, sent descrits a continuació.
El primer de tots que es va portar a terme el 26 de març de 2015, el mateix dia de l'obertura de l'Any Sunyol, amb la inauguració d'un espai propi i permanent al Museu del FC Barcelona, anomenat Espai Sunyol on s'hi pot trobar un conjunt de documents i objectes històrics de diferents orígens com són el mateix museu, l'arxiu familiar o l'Arxiu Nacional de Catalunya.
En segon terme, el 9 de maig de 2015 en un acte solemne, celebrat abans del partit de lliga contra la Reial Societat i en presència de diferents autoritats polítiques i directives del club, la presidenta del Parlament de Catalunya, Núria de Gispert; l'alcalde de Barcelona, Xavier Trias; el president del FC Barcelona, Josep Maria Bartomeu; el conseller de la Presidència, Francesc Homs; els diputats del Parlament de Catalunya Miquel Iceta (PSC) i Albert Donés (ERC) i els expresidents del FC Barcelona Agustí Montal, Raimon Carrasco i Enric Reyna es va inaugurar la nova nomenclatura de la Llotja Presidencial del Camp Nou, denominada, a partir d'aleshores, ‘Llotja President Sunyol'. Aprofitant l'acte es va realitzar la descoberta de l'obra pictòrica 'Eina (1973) de Joan Pere Viladecans, donada per Josep Sunyol i Soler, president de la Fundació Suñol. Aquest quadre, a partir d'ara, ocuparà per sempre un lloc destacat a la ‘Llotja President Sunyol'.
En tercer lloc, es va celebrar el 18 de juny de 2015 a l'Auditori 1899 una conferència desenvolupada pel reconegut catedràtic d'història contemporània la UAB Josep Maria Solé i Sabaté, titulada 'Josep Sunyol, una vida per l'esport i la ciutadania, a l'inici de la sessió es va projectar un vídeo en el seu homenatge i en la cloenda Jordi Margarit va llegir un textos redactats, en el seu dia, pel mateix Josep Sunyol.

## La difícil postguerra (1940-1950)

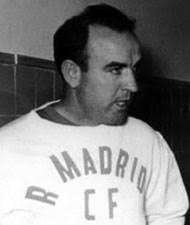
L'entrenador Enrique Fernández va guanyar dos títols consecutius de Lliga, i una Copa Llatina que constitueix el primer gran èxit internacional del club.

La 2a dictadura espanyola va plantejar-se l'abolició del club. Malgrat tot, durant la dècada dels anys 40, el club va anar superant a poc a poc la seva crisi social i esportiva, tot i que patí sistemàticament la repressió de les autoritats franquistes per la creixent vinculació dels seus socis a la catalanitat i a la democràcia. L'entitat va ser immediatament controlada per les autoritats del nou règim franquista que, des d'aleshores i fins a 1953, designarien directament el president del club. El 13 de març de 1940 el Comité Olímpico Español, juntament amb el Consejo Nacional de Deportes, van nomenar president del Barcelona Enrique Piñeyro Queralt, marquès de la Mesa de Asta, i es posava final a la comissió gestora.
Els nous rectors van espanyolitzar tots els estaments del club, eliminant qualsevol connotació catalana o anglosaxona. El 1940 el club va passar a denominar-se Club de Futbol Barcelona en comptes de Foot-ball Club Barcelona, i es va modificar l'escut: es van suprimir les quatre barres de la bandera catalana per col·locar en el seu lloc la bandera espanyola. Amb motiu de les noces d'or del club el 1949, la dictadura va autoritzar per primera vegada l'exhibició limitada de la bandera catalana. En el plànol esportiu es va recompondre l'equip després de la crisi de la guerra i es van acabar conquerint tres lligues espanyoles, una Copa d'Espanya, dues Copes Eva Duarte de Perón i una Copa Llatina. El Barça de l'època no té gaire competidors al seu nivell: César, Basora, Velasco, Curta, els germans Gonzalvo, Seguer, Biosca i Ramallets constitueixen l'ossada de l'equip. Tanmateix van tenir lloc dos esdeveniments desagradables: en la temporada 1941-1942 va estar a punt de baixar a segona divisió i que va haver-lo de salvar Juan José Nogués l'entranador del descens acabant en l'dotzena posició, la que és fins avui la pitjor classificació del club al campionat espanyol; l'altre succés, després del vergonyós 11 a 1 que el Barça va encaixar a Chamartín, en la tornada de la semifinal de Copa jugada el 13 de juny de 1943 la que va ser una de les pitjors derrotes de la seva història i la golejada més gran en la història del Clàssic Piñeyro va dimitir novament, aquest cop de forma irrevocable. A més, durant els anys 40, es van crear noves seccions poliesportives entre les quals van destacar la d'handbol i la d'hoquei sobre patins. Tot això va contribuir a fer que, al final de la dècada, coincidint amb les noces d'or del club, el club esdevingués una entitat cabdal en la societat barcelonina i catalana i se superessin per primer cop els 25.000 socis.

## Les cinc copes, Kubala i l'afer Di Stefano (1951-1958)

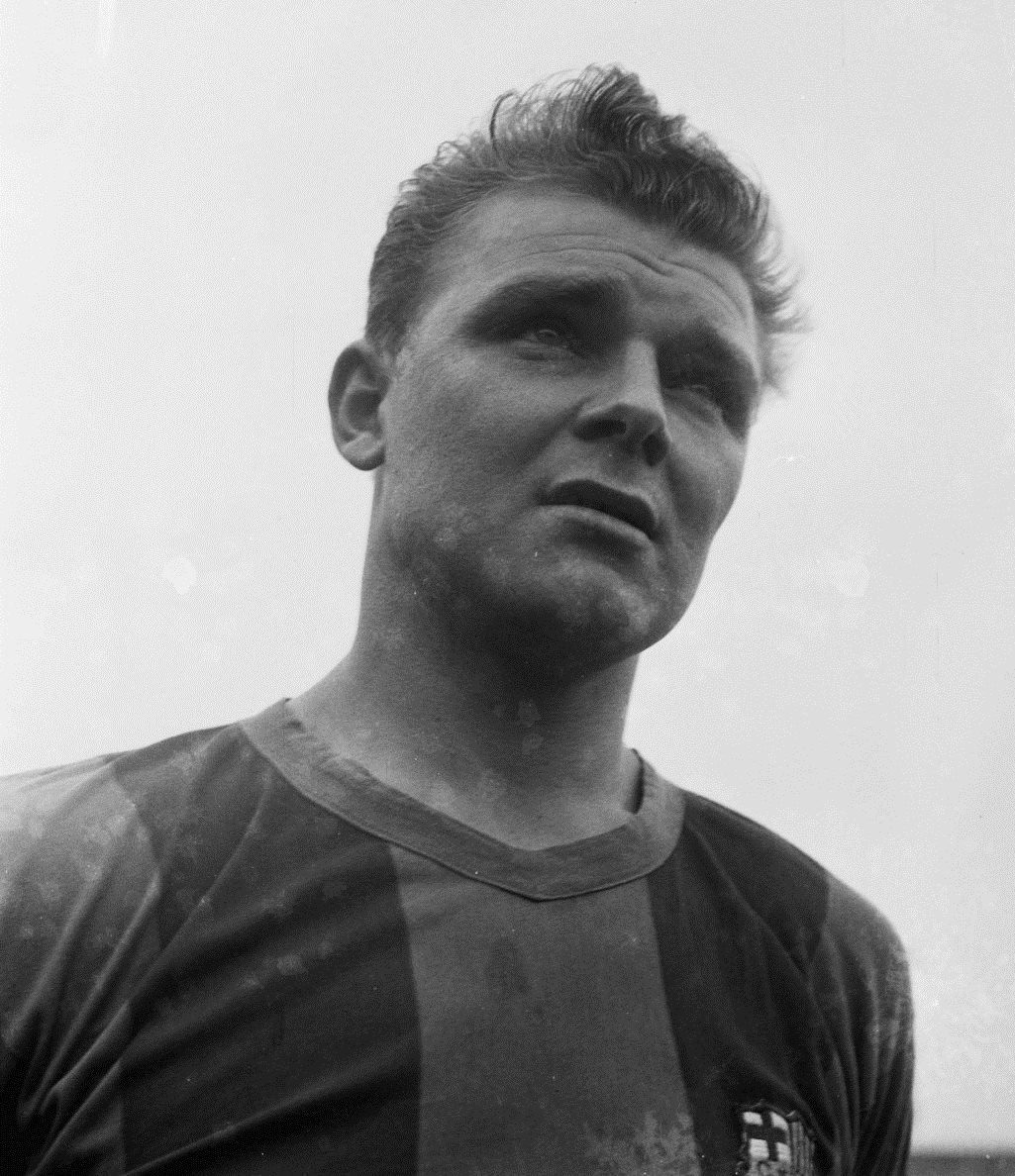
Kubala l'any 1953

Els anys 50 van ser una de les millors dècades de la història del club, tant en el plànol esportiu com en el social. El fitxatge de Ladislau Kubala el 1950 va esdevenir la pedra angular sobre la qual es va construir un gran equip. En aquesta dècada, van aconseguir tres Lligues espanyoles, cinc Copes d'Espanya, dues Copes Eva Duarte de Perón, tres Copes Duward, dues Copes Llatina, dues Copes Martini Rossi, una Copa de Fires i una Petita Copa del Món. L'any següent del fitxatge de Kubala, l'equip aconseguí cinc trofeus en una mateixa temporada. Aquest equip és conegut com el "Barça de les cinc copes".
Un altre fet destacat d'aquesta dècada va ser la celebració el 1953 de les primeres eleccions semidemocràtiques (hi van votar només els socis masculins) a la presidència del club. L'any 1953 va tenir lloc un dels esdeveniments més importants de la història del club i també de l'etern rival, el Reial Madrid. El Barcelona havia negociat el fitxatge d'Alfredo Di Stefano amb el River Plate, propietari del jugador, però el Madrid ho va fer amb Millonarios, on estava jugant sense permís de la FIFA. La solució de la Federació Espanyola va ser que el jugador jugués una temporada a cada club alternativament. El Barcelona s'ha negat a aquesta decisió, i renunciava als seus drets sobre el jugador a favor del Madrid.

### El Barça, "més que un club"

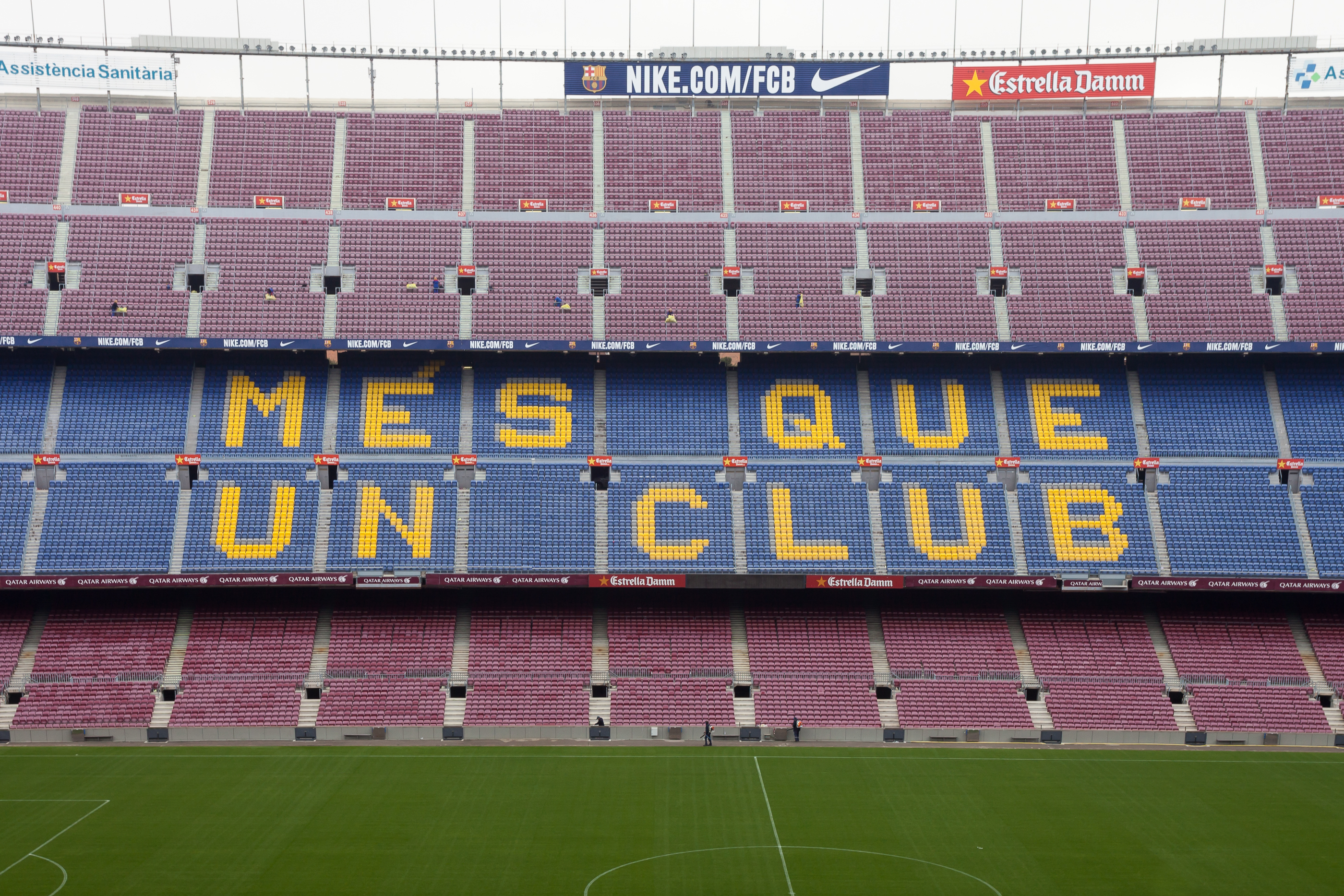
La frase "Més que un club" a la graderia del Camp Nou

Malgrat les adversitats, la massa social culer va créixer fins als 38.000 socis, que van deixar petit el Camp de les Corts, cosa que decidí els seus dirigents a construir un nou estadi, el Camp Nou, que s'inaugurà l'any 1957 amb 60.000 places.
L'estadi del FC Barcelona restà com un dels pocs escenaris públics on els afeccionats s'expressaven amb una certa llibertat i el club esdevingué el millor ambaixador de Catalunya a l'exterior. Va ser durant aquells anys de repressió de les llibertats públiques i de la cultura catalana quan es va començar a popularitzar l'eslògan que defineix el Barça com a "més que un club", a partir del discurs de presa de possessió del càrrec de president de Narcís de Carreras, el 17 de gener del 1968.

## El Barça d'Helenio Herrera (1958-1960)

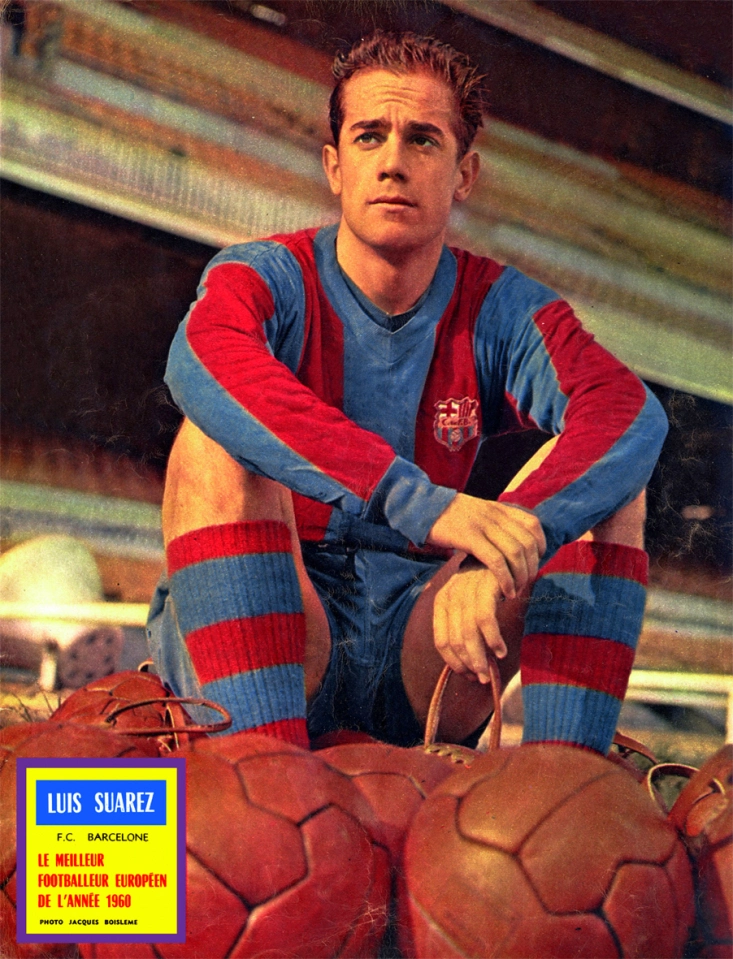
Luis Suàrez, el primer jugador del Barça en guanyar la Pilota d'Or

El 22 d'abril de 1958 es presentà un nou entrenador, l'argentí Helenio Herrera. Pocs dies més tard l'equip jugà el partit de tornada de la final de la I Copa de Fires (després de dos anys i mig de competició) i s'imposà a la selecció de Londres per un clar 6-0.
La temporada següent, l'equip és reforçat amb Sándor Kocsis i Zoltán Czibor i es tanca una temporada excepcional, en la qual s'imposa a la Lliga, marcant 96 gols en 30 partits i a la Copa se supera el Granada a la final. També disputà tres partits de la II Copa de Fires i els guanyà tots, destacant un contundent 4-0 a l'Inter de Milà.
Durant la temporada 1959-60, el Barça tornà a guanyar la Lliga, però aquest cop amb una pugna apassionant contra el Reial Madrid. El club també tornà a emportar-se la Copa de Fires en una temporada dura en la qual s'arribaren a jugar 60 partits.
El 3 de setembre del 1959, els blaugranes debuten a la Copa d'Europa. Després de superar tres rondes, amb resultats històrics com un 0-2 i 5-1 a l'AC Milan i un 2-5 i 4-0 al Wolverhampton Wanderers, cau en les semifinals davant el Reial Madrid.
Poc temps més tard, el tècnic argentí deixa el club i juntament amb Luis Suárez (guanyador del Pilota d'Or el 1960), fitxa per l'Inter de Milà, equip amb el qual guanyaria dues Copes d'Europa. Això obre una nova crisi social.

## La llarga crisi dels seixanta (1961-1972)

El Barcelona s'enfronta a l'Hamburger Sport-Verein abans de la semifinal de la Copa d'Europa de 1960–61

Després de la desfeta de la final de Berna, la marxa de Luis Suárez a l'Inter de Milà i del delicat estat de l'economia del club derivat de la construcció del Camp Nou, el Barça inicià una etapa de decadència que es perllongà durant tota la dècada dels seixanta i els primers anys de la dels setanta. Una època que coincideix amb l'hegemonia total de l'etern rival, el Reial Madrid, en els campionats de Lliga espanyola.
La Federació Espanyola de Futbol decideix tancar les fronteres als jugadors estrangers i els millors futbolistes espanyols juguen a l'equip blanc de la capital. L'únic motiu de joia per als blaugrana va ser la final de Copa del 1968, en la qual el Barça s'imposà per 0-1 al Reial Madrid en l'Estadi Santiago Bernabéu, amb un autogol de Zunzunegui i un arbitratge del mallorquí Rigo que provocà la indignació dels aficionats madrilenys, que acaben llançant tota mena d'objectes al terreny de joc en un partit que ha passat a la història com la final de les ampolles. Tanmateix, aquesta és l'única excepció que confirma la regla d'una època marcada pel favoritisme arbitral cap a l'equip de la capital, a criteri, no exempt de polèmica, de bona part de l'afició barcelonista i amb un Barça condemnat a ser l'etern segon classificat en els successius campionats de Lliga que es disputen. Malgrat els escassos èxits esportius, el nombre de socis augmentarà de 39.000 fins a 55.000 durant els anys seixanta. En l'àmbit internacional, el Barça s'ha de conformar amb una Copa de Fires guanyada l'any 1966 davant el Reial Saragossa.

## L'arribada de Johan Cruyff (1973-1978)

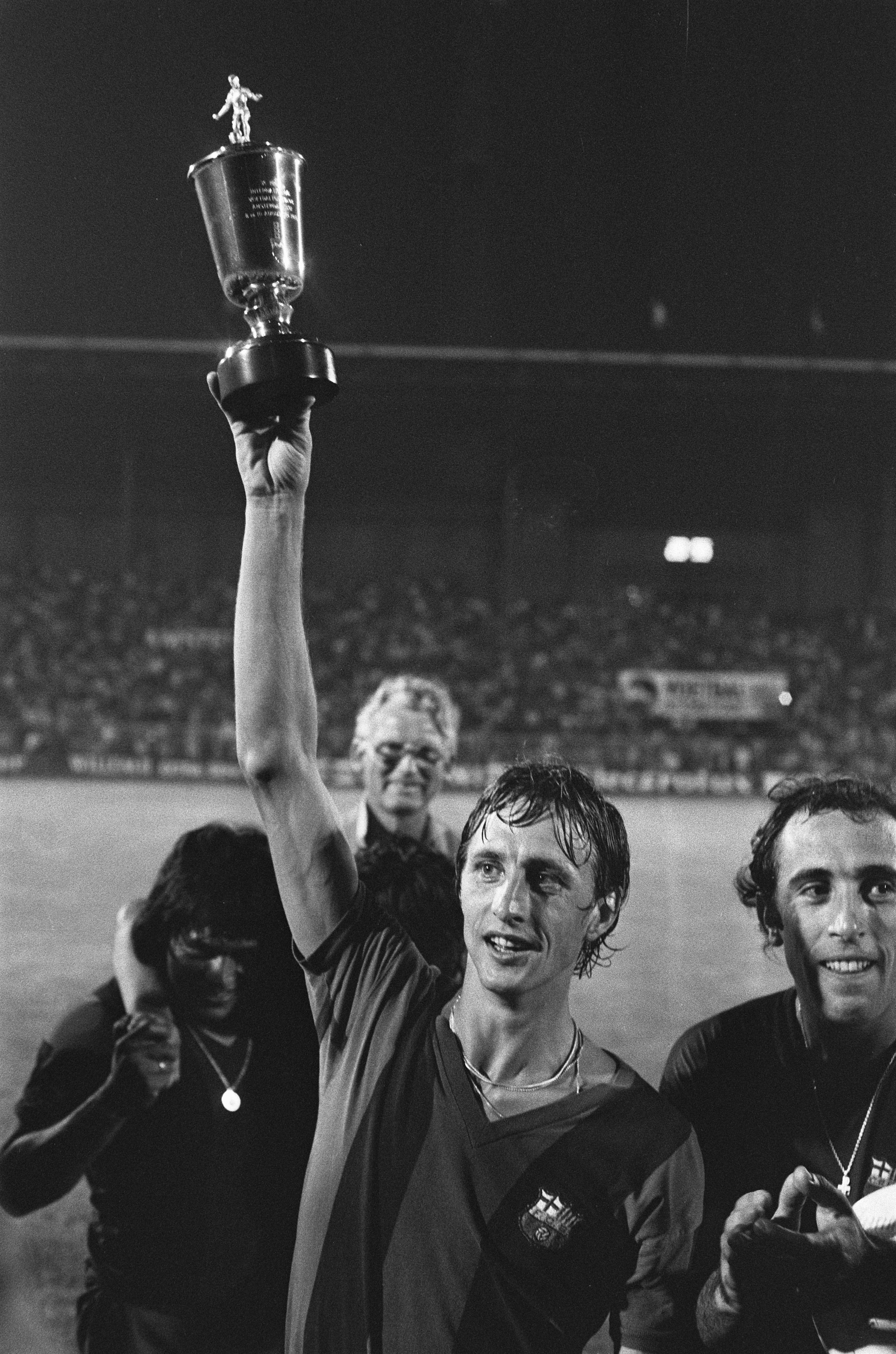
Johan Cruyff va jugar al Barça entre 1973 i 1978.

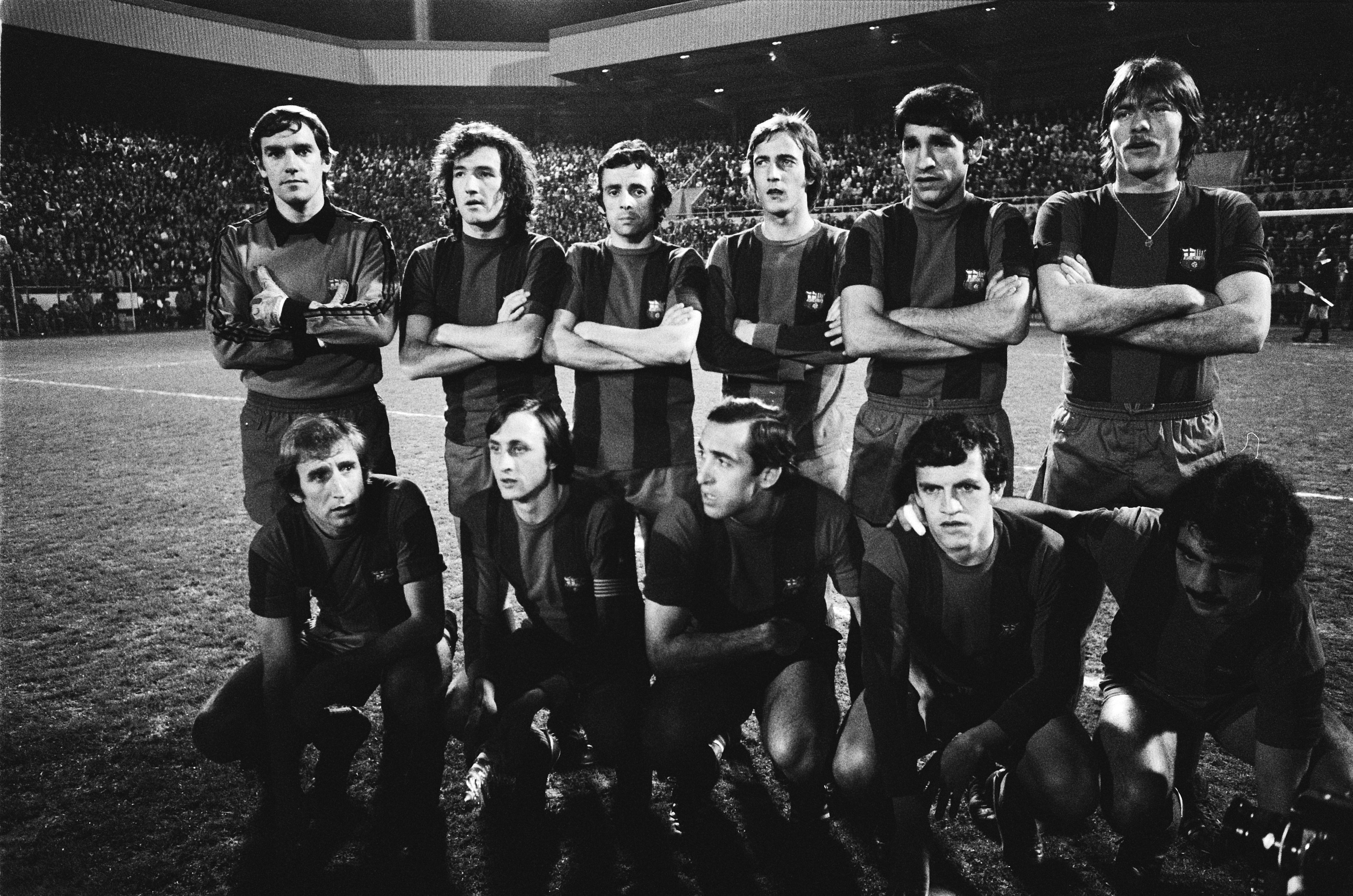
Equip titular de la semifinal de la Copa d'Europa contra el PSV Eindhoven, 1978

Durant els anys 70 va continuar l'imparable augment de socis del club: es va passar dels 55.000 als 80.000. Van ser els anys en els quals el futbol espanyol va obrir les portes als estrangers i el club va fitxar alguns dels millors jugadors del món com ara Johan Neeskens, Hugo Sotil, Hansi Krankl o Allan Simonsen.
Tanmateix, mereix ser destacada la incorporació de Johan Cruyff, davanter neerlandès de l'Amsterdamsche Football Club Ajax d'Amsterdam, considerat llavors el millor jugador del món, gràcies a les gestions del gerent del club Armand Carabén i Ribó i sota la presidència d'Agustí Montal i Costa. Cruyff havia d'esdevenir una icona perdurable pel barcelonisme com a sinònim de futbol vistós i ofensiu, però sobretot gràcies a una posterior etapa al club com a entrenador en la qual es van assentar les bases per un lligam estret entre l'afició barcelonista i el bon joc.
L'equip de futbol va conquistar durant aquesta dècada una Lliga espanyola, dues Copes del Rei, una Finalíssima de la Copa de Fires, i una Recopa d'Europa.
Cap el final de la dictadura, i especialment durant la presidència d'Agustí Montal i Costa, el club va anar assumint de nou els símbols de la catalanitat del Barça. En aquest sentit fou culminant la celebració del 75è aniversari de la fundació.

## La Recopa de Basilea i l'inici de l'era Núñez (1978-1988)
L'any 1978 va arribar a la presidència del club Josep Lluís Núñez, elegit democràticament pels socis. Núñez dirigiria el club durant un llarg període de dues dècades.
Durant els anys 1980 es van fer grans inversions en fitxatges de grans estrelles, com ara Maradona, Schuster o Gary Lineker, però l'equip de futbol només va poder guanyar a Espanya una lliga, tres Copes del Rei, una Supercopa i dues Copes de la Lliga. En l'àmbit europeu, però, es van guanyar dues Recopes d'Europa. Cal destacar-ne especialment la primera, que fou l'aconseguida a Basilea el 1979 contra el Fortuna Düsseldorf alemany. Aquest partit és recordat pel gran nombre d'aficionats que s'hi van desplaçar (més de 25.000), per la importància que suposava guanyar el títol en aquell moment i pel partit en si, que acabaria sent un partit vibrant i emocionant que va requerir pròrroga (4-3). Tres anys després el barça aconseguiria la seva segona Recopa després de derrotar el Standard Liège per 2 a 1 a la final, disputada al Camp Nou.

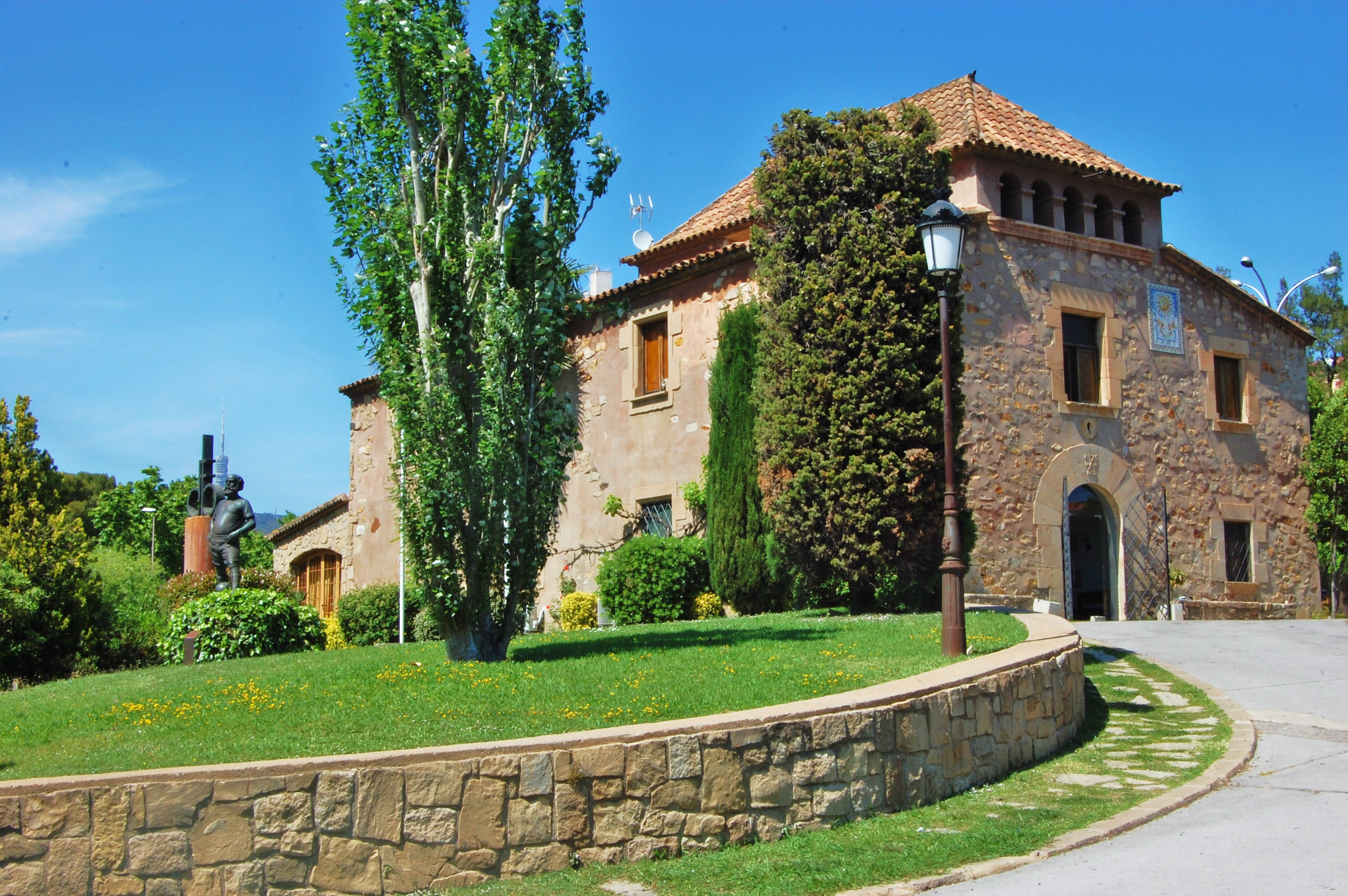
El 1979, el club va comprar La Masia, una casa de pagès construïda el 1702, perquè servís de residència als joves del planter. Més tard tindria un paper important en l'èxit futur de club.

La taca més negra d'aquesta dècada va ser la derrota a la final de la Copa d'Europa disputada a Sevilla l'any 1986 davant l'equip romanès de l'Steaua de Bucarest. L'equip de Venables, incapaç de marcar un gol durant 120 minuts, va caure a la tanda de penals (2-0). Després d'una greu crisi esportiva i social amb problemes entre el jugador Schuster i el president Núñez i la rebel·lió de gairebé tota la plantilla contra Núñez pels contractes d'imatge (Motí de l'Hespèria), el club va decidir de contractar Johan Cruyff, aquest cop com a entrenador, un fet que marcaria el destí del club durant la dècada següent. En la dècada de 1980 es va ampliar el Camp Nou amb motiu del Campionat del Món de Futbol del 1982 per poder assolir la capacitat de 100.000 espectadors, l'increment de socis, que va superar la xifra dels 100.000, la revitalització econòmica del club i els èxits de les seccions de bàsquet, handbol i hoquei sobre patins, que van conquistar importants títols espanyols i europeus.

## Johan Cruyff entrenador i el Dream Team (1988-1996)
Després d'una greu crisi esportiva i social, durant el 1988 el club va tornar a contractar Johan Cruyff, aquest cop com a entrenador, fet que marcaria l'estil futbolístic del club des de llavors.

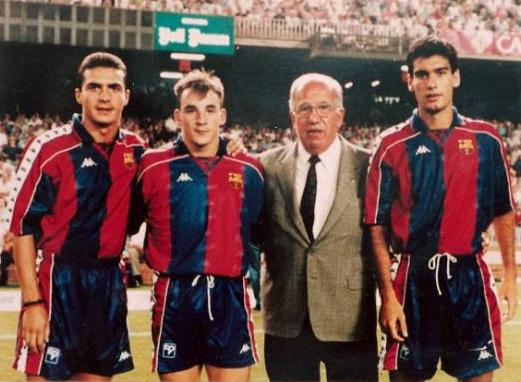
Amor, Ferrer, Mussons i Guardiola el 1992

L'equip de futbol, entrenat per Johan Cruyff, rebé l'apel·latiu encomiàstic de Dream Team a causa de la forta mentalitat guanyadora que demostrà i la pràctica d'un futbol efectiu i alhora bonic, amb figures com Koeman, Guardiola, Stoítxkov, Romário, Laudrup, Zubizarreta o Bakero entre d'altres, que va guanyar quatre Lligues consecutives entre el 1991 i el 1994, tres Supercopes d'Espanya, una Copa del Rei, una Recopa d'Europa, i una Supercopa d'Europa i el 20 de maig de 1992 va conquerir el seu títol més preat: la Copa d'Europa, al mític estadi de Wembley i davant la UC Sampdoria, un partit que marcaria la història del club.
Una vegada dissolt l'equip a l'any 1994, després del derrote a la final de la Copa d'Europa per 4-0 a Atenes davant l'AC Milan, Johan Cruyff va començar a treballar llavors en una nova generació de del planter. Els resultats no arriben i, per primera vegada des del 1988, l'equip no guanya cap títol oficial.
Els diversos enfrontaments entre Cruyff i la directiva esclaten el 18 de maig del 1996. El president Josep Lluís Núñez anuncia la fulminant destitució del tècnic a manca de dues jornades per al final de la Lliga.

## El final de l'era Núñez i el Centenari (1995-2000)

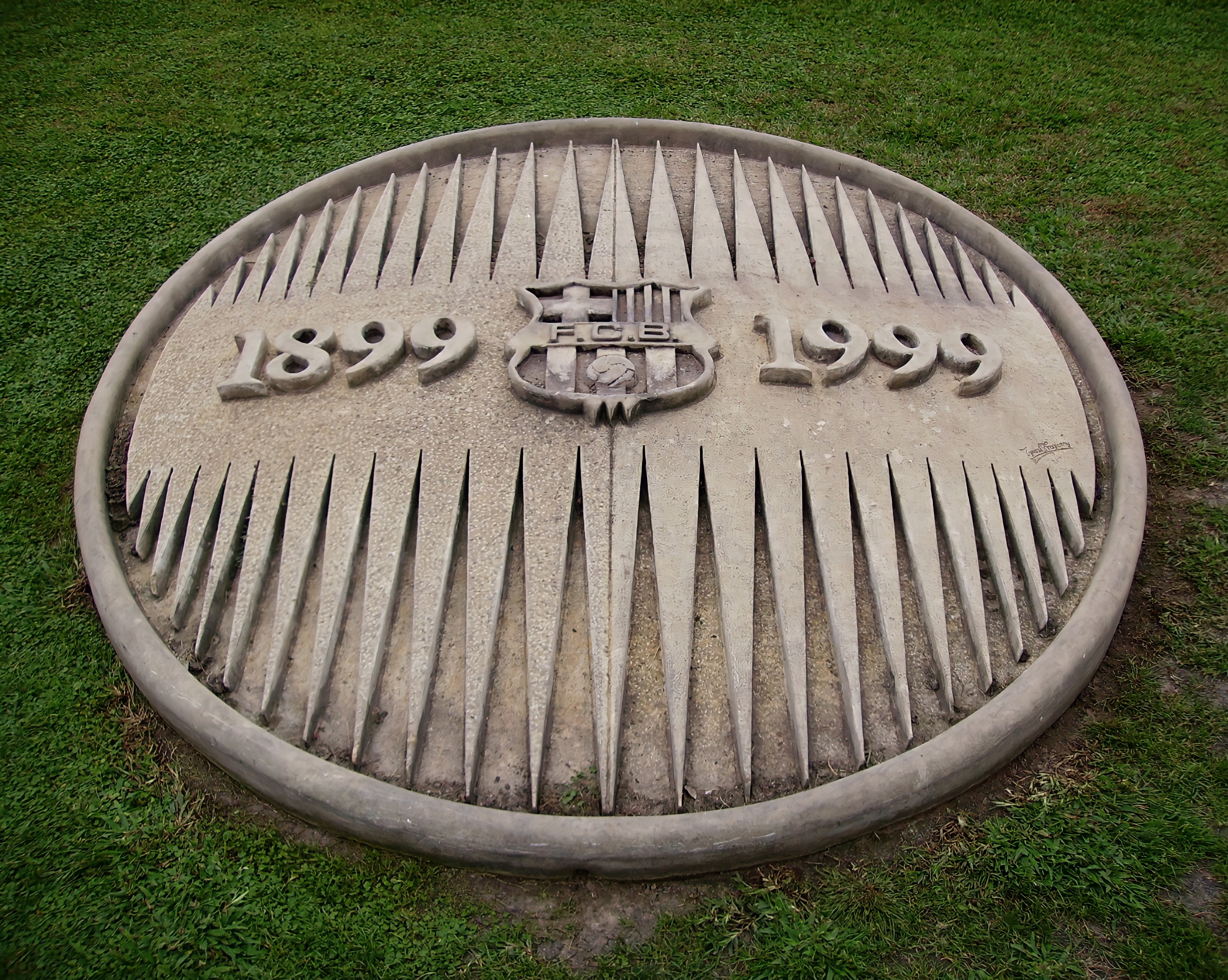
Logotip del centenari

El traumàtic comiat de Johan Cruyff va crear una gran crisi social en el club, Núñez va confeccionar la nova etapa 1996-97 amb Bobby Robson com a nou entrenador i amb la incorporació de nous jugadors provinents del mercat europeu que s'havia obert a causa de la nova Llei Bosman. Aquests jugadors foren Luis Enrique, Pizzi, Vítor Baía, Couto, Giovanni Silva, Blanc i, per sobre de tots, el del brasiler Ronaldo, que provinent del PSV Eindhoven, va costar 2.500 milions de pessetes. Aquest jugador aconseguí el pichichi de la Lliga amb 34 gols i fou determinant en la victòria dels tres títols aconseguits: Supercopa d'Espanya, Recopa d'Europa, i la Copa del Rei.
Tot i els tres títols assolits, la crisi social continua i Núñez es veu obligat a canviar d'entrenador, contractant així Louis Van Gaal i deixant el que fou el traductor de Robson, Jose Mourinho, com a segon entrenador. Van Gaal es trobà en la seva primera temporada sense el jugador més decisiu de l'anterior perquè després d'un llarg estira-i-arronsa, Ronaldo fitxà per l'Inter de Milà durant l'estiu a canvi de 4.000 milions de pessetes. Tanmateix, en contrapartida s'incorporà una altra estrella brasilera, Rivaldo i altres jugadors destacats com ara Ruud Hesp, Reiziger i el brasiler Sonny Anderson.
Tot i que la temporada no va començar gens bé a causa d'una derrota dolorosa a la Supercopa d'Espanya contra el Reial Madrid, el club acaba conquistant la Lliga amb una certa comoditat, la Copa del Rei i la Supercopa d'Europa. A causa dels èxits de les darreres dues temporades el Barça arriba a encapçalar la llista dels millors clubs del món elaborada per la IFFHS.
La temporada 1998-99 (la del Centenari) comença amb eleccions presidencials el juliol, que són guanyades per cinquena vegada consecutiva per Núñez. La temporada no comença bé, l'equip torna a perdre la Supercopa d'Espanya contra el Reial Mallorca, és eliminat de la Lliga de Campions a la lligueta de vuitens i eliminat de la Copa del Rei a quarts de final. En un intent de redirigir el rumb, a principi de l'any 1999 s'incorporen a l'equip els germans Frank i Ronald de Boer. El mes de novembre van començar els actes de celebració del Centenari del Club, entre ells el partit que enfronta el Barça contra la selecció del Brasil, amb empat a 2 gols. El mes anterior s'havia celebrat un emotiu partit-homenatge a Johan Cruyff al Camp Nou i serví per homenatjar alhora al "dream team" de principi dels noranta. En aquesta temporada, totes les seccions professionals de l'entitat (futbol, bàsquet, handbol i hoquei patins) van aconseguir com a mínim el títol de lliga.
La temporada 1999-00 suposà el final de l'era Núñez i comportà alhora la dimissió de l'entrenador Van Gaal. A final de temporada la situació arriba a insostenible per diversos motius: El joc del Barça desagrada l'afició, i aquesta i la premsa mostren la seva crispació contra Van Gaal, es constitueix la plataforma Elefant Blau (presidida per Joan Laporta) i a final de temporada l'equip no assoleix cap títol a excepció de la Copa Catalunya. Així doncs, Núñez convoca eleccions per al 27 de juliol del 2000 i posa fi als seus 22 anys de mandat.
La dècada dels 90 a suposar una de les més exitoses del club en tots els sentits, tant pel que fa a títols com als àmbits socials i de seccions. Les seccions més importants del club van assolir grans triomfs:
- L'equip de bàsquet es va consolidar a l'elit del bàsquet nacional i europeu, tot i que no va conquistar la Copa d'Europa, va arribar a la final fins a quatre ocasions durant aquesta dècada.
- L'equip d'handbol va esdevenir el millor equip d'handbol del món i molt probablement de la història: va guanyar tots els títols possibles, entre els quals destaquen sis Copes d'Europa (cinc consecutives) i set lligues.
- L'equip d'hoquei sobre patins va assolir durant aquest període, entre altres títols, dues Copes d'Europa i quatre OK Lligues.

## De Gaspart a Laporta, una transició sense títols (2001-2003)

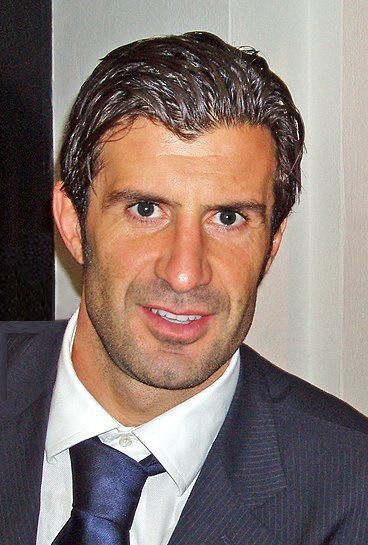
La marxa de Luís Figo al Reial Madrid l'any 2000 va traumatitzar el Barcelona. Es va convertir en un dels més detestats pels aficionats, que abans l'idolatraven.

Les eleccions a president, després de la marxa de Núñez, donen la victòria a l'anterior vicepresident i empresari hoteler Joan Gaspart Solves. Amb ell al capdavant, el club iniciarà una etapa amb resultats esportius negatius.
La curta era Gaspart s'inicia, a més a més, amb l'inesperat fitxatge pel Reial Madrid del davanter portuguès Luis Figo, un jugador molt estimat per l'afició blaugrana que considera el seu pas al club blanc com una imperdonable traïció. Aquest episodi coincideix amb l'inici d'un període esplendorós per al club madrileny, amb Florentino Pérez de president. Aquest fet fa encara més palesa la crisi del Barça, que completarà un cicle de cinc anys sense assolir cap títol oficial de futbol.
Gaspart, apressat pel cas Figo, malbarata els diners percebuts per la clàusula de rescissió del portuguès amb fitxatges que no ofereixen el rendiment esperat, com ara Emmanuel Petit i Marc Overmars de l'Arsenal FC londinenc), Alfonso Pérez del Reial Betis i Gerard López que torna del València CF, i posteriorment dels argentins Juan Roman Riquelme i Javier Saviola, pel qual desemborsa una gran quantitat de diners. Ni Llorenç Serra Ferrer primer, ni Carles Rexach després, aconseguiran des de la banqueta que l'equip rutlli a satisfacció de l'afició, que cada cop es mostra més crítica amb la marxa del club. Finalment, la decisió del president de repescar com a entrenador Louis Van Gaal, un home rígid, poc estimat per l'afició i amb enfrontaments habituals amb la premsa, accelerarà el final de Gaspart, que dimitirà a principis del 2003 després de suportar diverses mocadorades i el rebuig creixent d'una afició frustrada i oposada a la gestió del president. Gaspart va ser substituït per Enric Reyna i uns mesos després per una Comissió Gestora encapçalada per Joan Trayter que va preparar el camí per convocar eleccions a la presidència del club.
Durant el seu mandat, Gaspart inicià les obres de la ciutat esportiva de Sant Joan Despí i amplià i millorà el Museu del FC Barcelona, el qual batejà amb el nom de Museu President Núñez. La secció de bàsquet, això sí, assolí grans èxits (entre ells l'Eurolliga 2002-2003) sota la direcció del tècnic serbi Svetislav Pešić.

## Presidències de Joan Laporta (2003-2010) i Sandro Rosell (2010-2014): Josep Guardiola i el millor Barça de la història

### La presidència de Joan Laporta: dues Lligues de Campions i quatre Lligues (2003-2010)

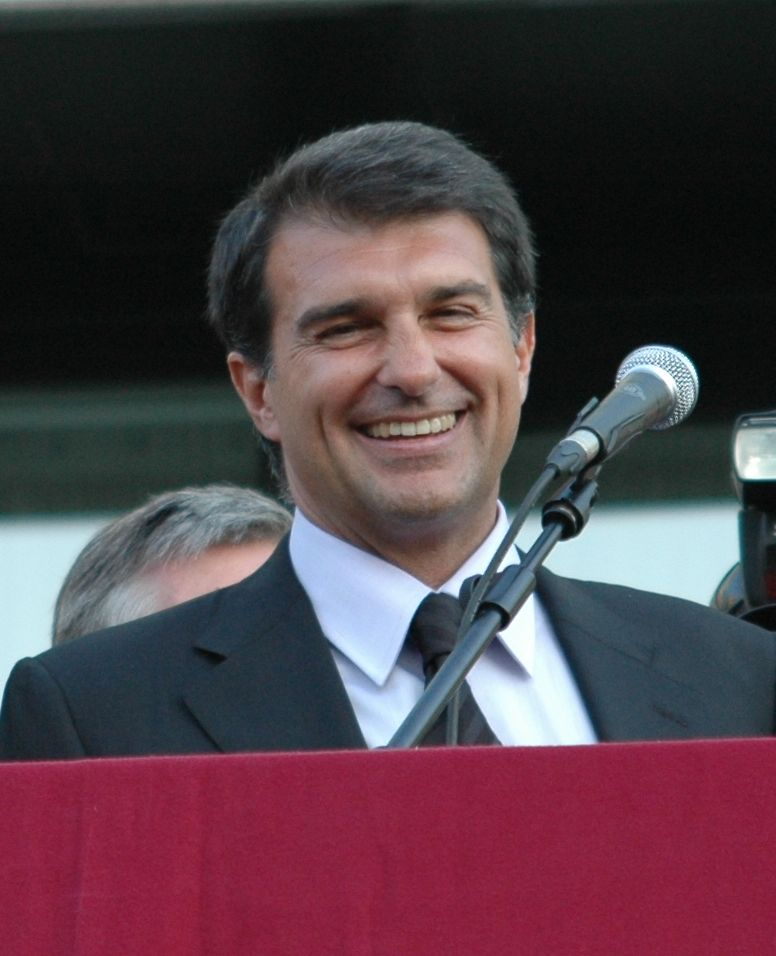
Joan Laporta després del pregó de la Festa Major de Sant Cugat del Vallès el 2008

La victòria de Joan Laporta a les eleccions celebrades el juny del 2003 va suposar un canvi radical en la gestió del club, que va abordar una reforma profunda que va permetre que en dos anys el Barça tornés a figurar entre els clubs més admirats del món. Laporta significava essencialment un trencament radical amb el passat. La nova directiva va aprofundir en la catalanització del club, i va procedir a contractar una plantilla nova de jugadors joves i motivats pel triomf, que portaren novament l'equip a guanyar títols.

### Rijkaard, Ronaldinho i la segona Lliga de Campions (2003-2006)
Amb Txiqui Begiristain de director tècnic i Frank Rijkaard d'entrenador, es va poder armar un equip de figures encapçalades pel brasiler Ronaldinho, que aviat va meravellar sobre el camp. Des d'un punt de vista social, una de les primeres mesures que la directiva de Joan Laporta va prendre va ser erradicar la violència, especialment d'un sector del grup d'ultres Boixos Nois, per la qual cosa va rebre insults i amenaces de mort d'aquests aficionats.
La temporada 2004-05 el FCB va aconseguir el campionat de Lliga i va tallar la ratxa de sis anys sense guanyar títols i només la mala sort davant el Chelsea FC el va deixar fora de la Champions League. S'havien consolidat, però, els fonaments del que seria un gran equip.
La següent temporada 2005-06 constitueix una de les més glorioses de la història del club, que aconseguí el segon doblet de la història del club: Lliga i Copa d'Europa. A la lliga, el Barça no té rival. L'equip guanya el clàssic per 0 gols a 3 i és ovacionat al mateix Santiago Bernabéu. L'equip repeteix títol, encadenant una sèrie de catorze victòries consecutives, mentre el camerunès Samuel Eto'o aconsegueix el pichichi amb 26 gols. D'aquesta manera, l'equip és reconegut internacionalment per la premsa. A la Champions League el Barça eliminarà successivament el Chelsea, el Benfica i l'AC Milan i s'imposarà el 17 de maig, a la final de París, a l'Arsenal FC londinenc per 2 gols a 1. Tots dos gols foren assistits per Larsson i els marcaren Samuel Eto'o i Belletti. La massa social del club va superar per primera vegada a la història la xifra dels 140.000 socis.
L'1 de juny del 2006 el president Laporta inaugurà oficialment la nova Ciutat Esportiva Joan Gamper amb una superfície de 136.839 metres quadrats a Sant Joan Despí.

### Crisi esportiva i institucional (2006-2008)

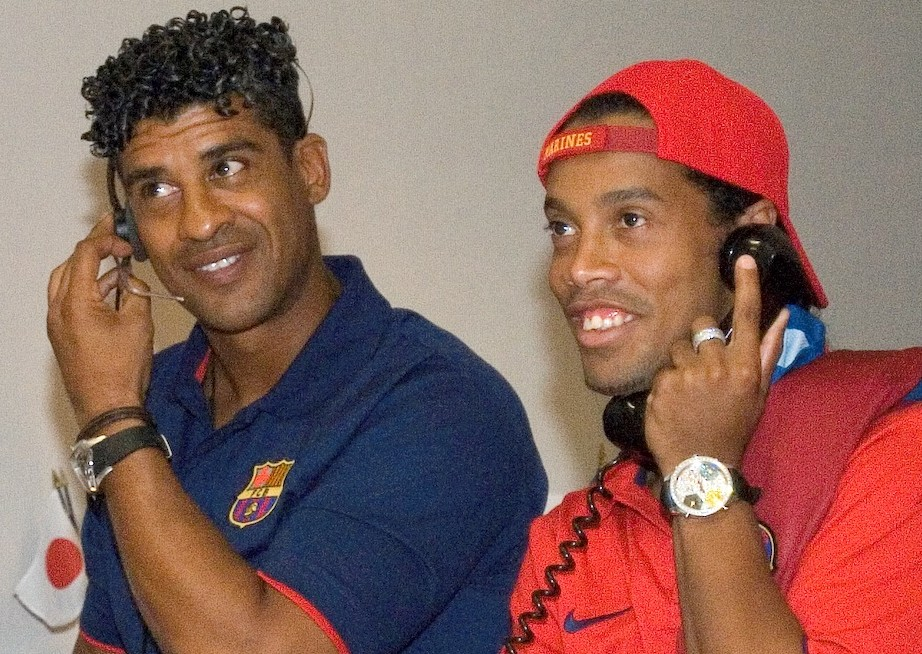
Frank Rijkaard i Ronaldinho

La temporada següent comença una llarga sèrie de fets que desestabilitzen la pau social al club. El primer, succeeix el 19 de juliol del 2006, quan una sentència judicial obliga la directiva a convocar eleccions a la presidència, en considerar que Joan Laporta ha presidit el club quatre temporades (la primera entre els dies 22 i 30 de juny del 2003). El 21 de juliol, Joan Laporta anuncia la seva dimissió i la convocatòria de la Comissió Gestora, presidida per Xavier Sala i Martín per celebrar eleccions a la presidència. El 26 de juliol, la Junta Directiva dimiteix i l'economista queda com a president de la Comissió Gestora, que fixa les eleccions per al dia 3 de setembre. Paral·lelament, quatre socis presenten denúncies davant el Tribunal Català de l'Esport per inhabilitar Joan Laporta per incompliment dels estatuts del club. Tanmateix, el Tribunal Català de l'Esport acorda no admetre-les a tràmit. Malgrat que dos socis van manifestar la seva precandidatura a les eleccions, només Joan Laporta assoleix el nombre de signatures necessàries (1.804) per presentar-s'hi. Això permet que el 22 d'agost, dia del Trofeu Joan Gamper, Joan Laporta sigui una altra vegada proclamat president del Barça.
El mes de setembre del 2006 es fa pública la decisió d'establir un acord de col·laboració amb UNICEF, pel qual el club finançarà nombroses campanyes solidàries al Tercer Món, al mateix temps que inserirà (per primera vegada en tota la seva història) el logotip de l'organització solidària a les samarretes del primer equip de futbol. El 7 de setembre, Joan Laporta viatja a Nova York i presenta a l'ONU l'acord i el 12 de setembre, en partit de la fase de grups de la Champions League contra l'equip búlgar del Levski Sofia, l'equip llueix per primera vegada el logotip a la samarreta.
La temporada futbolística 2006-07 acaba sense l'assoliment de cap títol important i enmig de moltes crítiques vers una suposada permissibilitat en la direcció dels jugadors més importants de l'equip com Ronaldinho o Deco. El club reacciona anunciant l'elaboració d'un codi intern que establirà les regles de disciplina a seguir i un enduriment en la gestió del planter.
Malgrat tot i a pesar de la contractació del futbolista francès de l'Arsenal FC, Thierry Henry, la temporada 2007-08 acaba igual que l'anterior, sense cap títol important per part del primer equip de futbol i enmig d'una greu crisi institucional i esportiva. Aquesta situació provoca la destitució de l'entrenador Frank Rijkaard (30 de juny del 2008) i els transferiments dels jugadors Ronaldinho i Deco a l'AC Milan i Chelsea FC, respectivament i dona lloc a la presentació, per part del soci Oriol Giralt i Gili, d'un vot de censura contra la directiva de Joan Laporta, el qual és votat el dia 6 de juliol. Malgrat que el vot de censura no assoleix els dos terços requerits per provocar el cessament de la Junta Directiva, els bons resultats relatius obtinguts fan que vuit directius de la Junta facin pública la seva dimissió i que Joan Laporta anunciï que posarà el seu càrrec a disposició de l'Assemblea de Compromissaris que es va celebrar el 24 d'agost del 2008 i que superà amb un 55% dels vots emesos.

Jugadors destacats d'aquest període
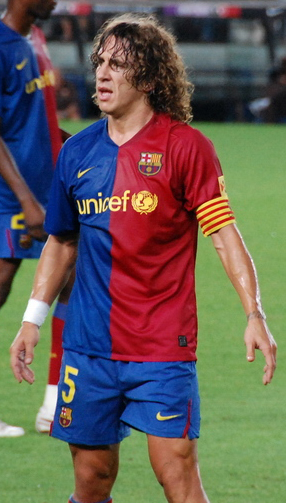
Puyol 1999–2014
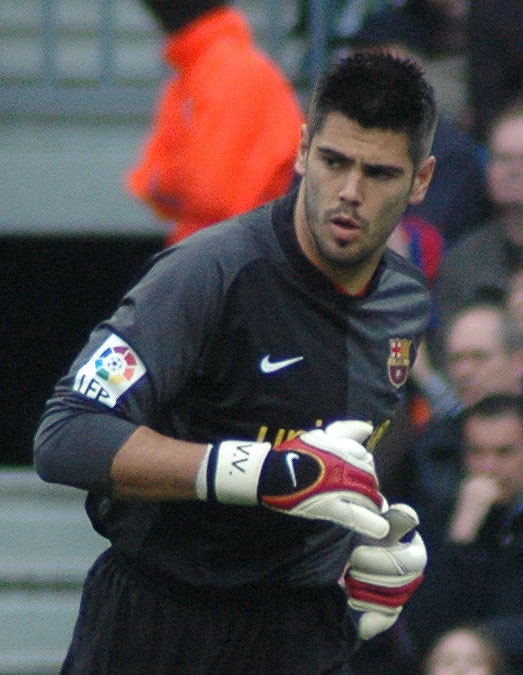
Valdés 2002–2014
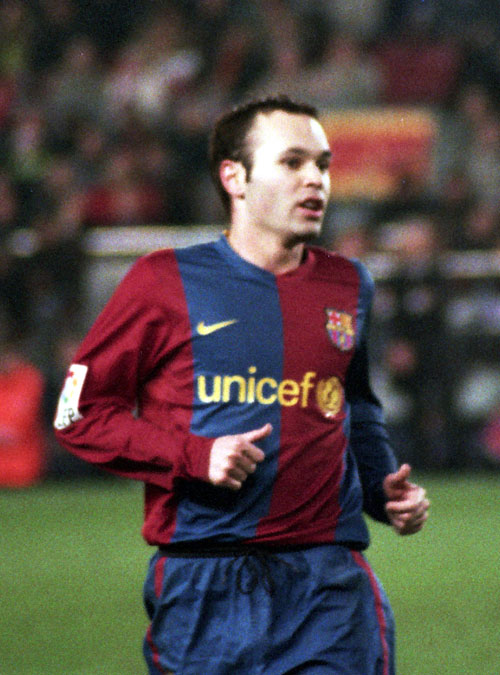
Iniesta 2002–2018
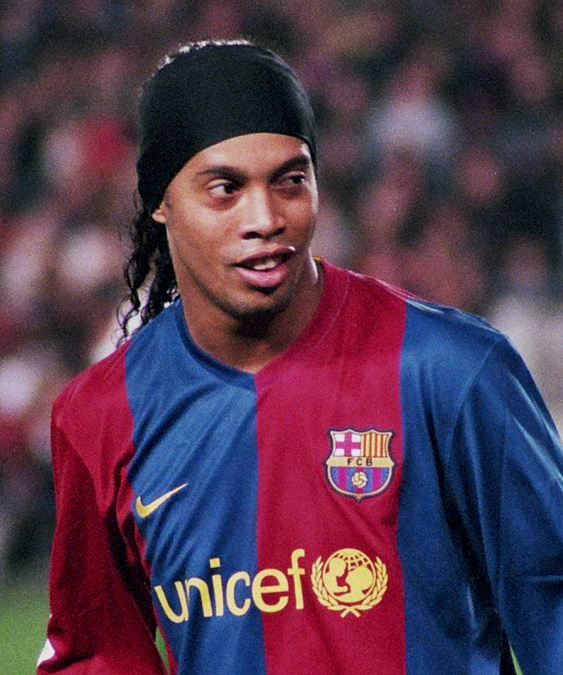
Ronaldinho 2003–2008
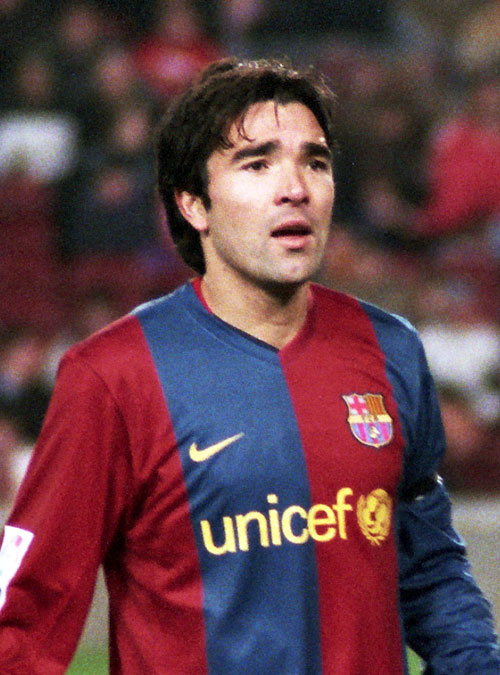
Deco 2004–2008
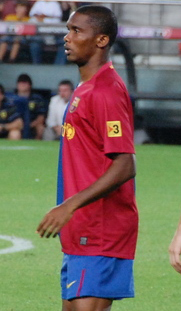
Eto'o 2004–2009
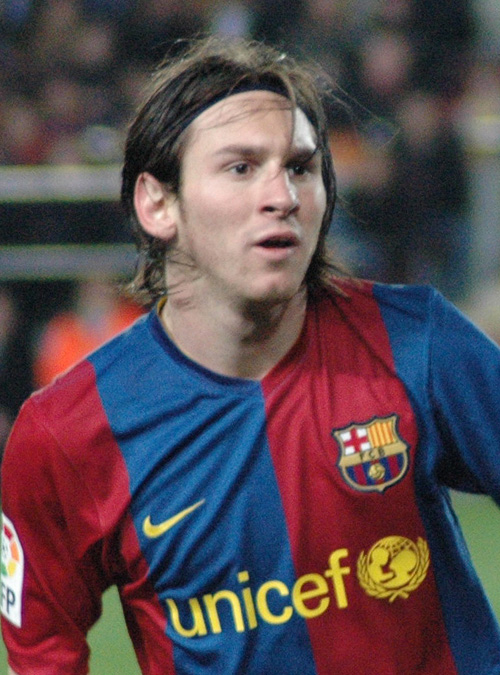
Messi 2004–2021
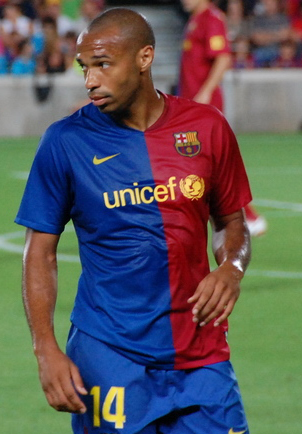
Thierry Henry 2007–2010

### L'era Guardiola i el millor Barça de la història (2008-2012)

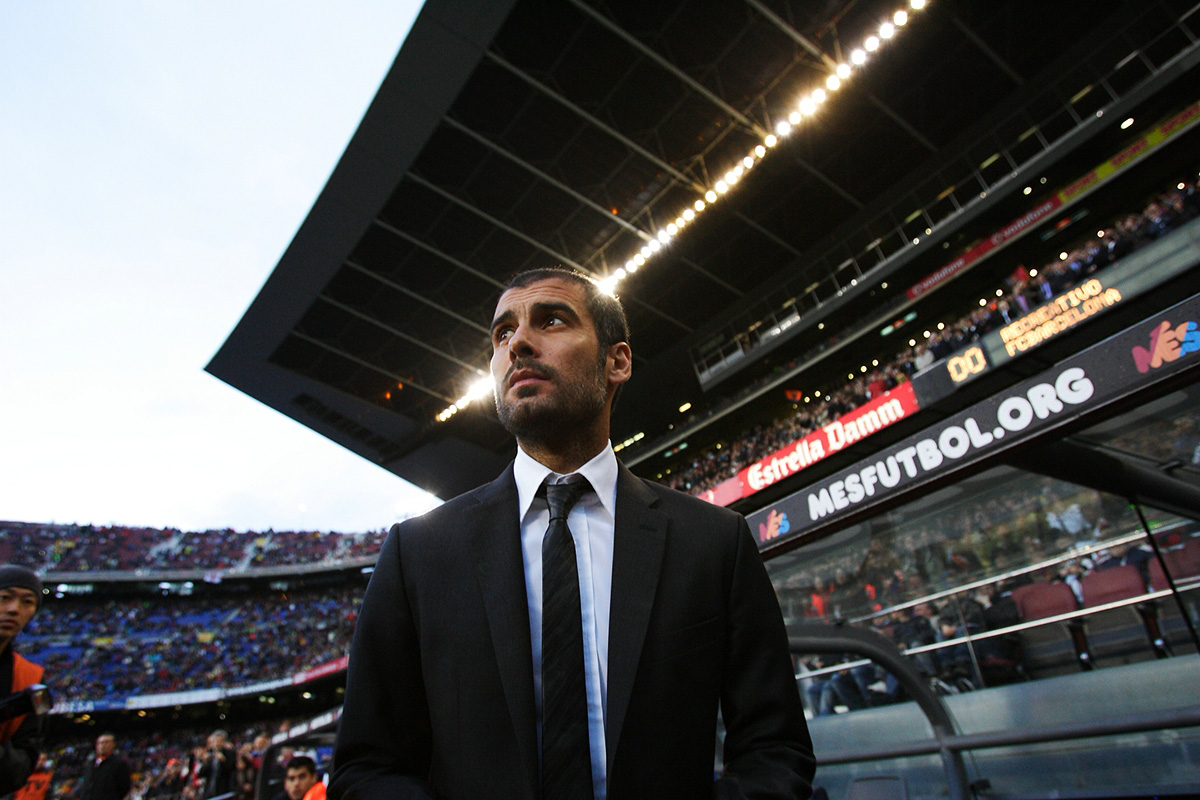
Josep Guardiola, abans d'un partit al Camp Nou. 2009.

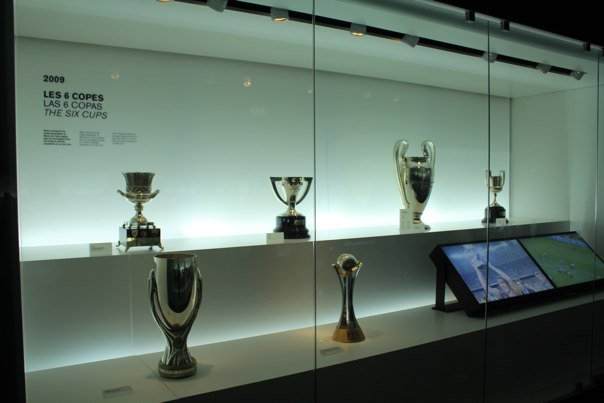
Imatge de les 6 copes aconseguides pel FC Barcelona durant l'any 2009.

Amb l'arribada de Pep Guardiola al comandament de l'equip, el Barça va passar a la història la temporada 2008-09 després d'aconseguir el triplet conquistant la Lliga, la Copa i la Lliga de Campions. Va ser gràcies al triomf a la final de Roma davant el Manchester United FC per 2-0 que el Pep Team va aconseguir el triplet, convertint-se en el primer que aconsegueix un equip de la espanyol i el cinquè equip d'Europa en fer-ho (Cèltic de Glasgow, Ajax d'Amsterdam, PSV Eindhoven i Manchester United FC). A més, el Barcelona es va proclamar campió d'Europa comptant entre les seves files amb set jugadors del planter titulars a la final. L'equip de Pep Guardiola, a més d'alçar-se amb els tres principals títols, va aconseguir superar les gestes del «Dream Team» quant a xifres aconseguides a la Lliga, batent diversos rècords de gols, partits guanyats com a visitant, etc.
A l'inici de la temporada 2009-10, l'equip va guanyar la Supercopa d'Espanya en imposar-se a l'Athletic Club en tots dos partits, i la Supercopa d'Europa en vèncer el FC Xakhtar Donetsk per 1-0.
Amb conquesta Campionat del Món de Clubs, l'equip guanya els tots els títols possibles en un mateix any, una fita mai assolida per cap altre club al món. El Barça de Guardiola va aconseguir el maig del 2010 la seva segona Lliga consecutiva, amb un total de 99 punts, xifra que cap altre club havia arribat abans.
La temporada 2010-11 el FC Barcelona guanya la Supercopa d'Espanya, la Lliga i la quarta Lliga de Campions. A més, el 10 de gener de 2011 Lionel Messi guanya la seva segona Pilota d'Or consecutiva, Andrés Iniesta la Pilota de Plata i Xavi Hernández la de Bronze, completant un podi de jugadors tots formats a la Masia.

L'11 de juliol de 2010, la selecció espanyola va guanyar la final de la Copa del Món alineant set jugadors del Barcelona a l'equip titular, sis d'ells formats a La Masia.
Després de la consecució de la Supercopa d'Espanya, Supercopa d'Europa, Mundial de Clubs i Copa del Rei a la temporada 2011-12, es tancava l'era Guardiola amb catorze títols guanyats de divuit possibles.

### L'etapa tràgica de Tito Vilanova (2012-2013)

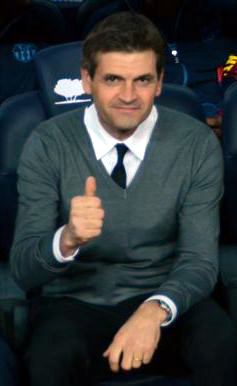
Tito Vilanova (2012)

El 10 de maig del 2012, el president Sandro Rosell anuncia que Tito Vilanova serà l'entrenador del primer equip del Barcelona la temporada següent.
El 21 de juliol de 2012, Tito Vilanova signa el seu contracte com a primer entrenador del Barça per dues temporades, davant els mitjans de comunicació i de Sandro Rossell i Andoni Zubizarreta. En la roda de premsa posterior a l'acte de la signatura, Tito Vilanova assegura que perdrà totes les comparacions amb Pep Guardiola. Aquesta afirmació, dirigida als culers, és encertada en part, ja que en començar la temporada 2012-13 el Barça perd la Supercopa d'Espanya davant el Reial Madrid, amb els resultats d'una victòria per 3-2 en l'anada i una derrota per 2 a 1 en la tornada.
El 25 de novembre de 2012, el FC Barcelona va jugar un partit amb totes els jugadors de La Masia. El partit es va conèixer com Els 11 de La Masia.
Tot i així, a la Lliga, el de Bellcaire supera de llarg al seu predecessor, i en la primera volta (19 partits) el club aconsegueix 18 victòries i un empat, 55 punts. D'aquesta manera també supera el rècord del Reial Madrid (13 victòries i 2 empats) i s'estableix la millor primera volta de la història de la Primera divisió espanyola de futbol, deixant el segon classificat a onze punts i el tercer a divuit. A les quatre primeres jornades de la segona volta, el Barça pateix la seva primera derrota al camp de la Reial Societat, un empat i dues victòries (62 punts). Messi estableix un nou rècord, el de partits consecutius de lliga marcant. Finalment, l'equip es proclama campió l'11 de maig de 2013, gràcies a un empat entre el Reial Madrid i el RCD Espanyol, igualant el rècord de punts (100) i victòries (32), batent el de gols del club (115) i amb 15 punts sobre el Reial Madrid, la diferència més gran fins al moment entre el campió i el subcampió; i obté així el seu quart títol de Lliga en les darreres cinc temporades. A més, el 7 de gener de 2013 Lionel Messi guanya la seva quarta Pilota d'Or consecutiva, convertint-se així en el primer i únic jugador de la història del futbol en guanyar-ne més de tres, i Andrés Iniesta guanya la Pilota de Bronze.
Tanmateix, el Barcelona no es mostra tan superior en els "Clàssics" com als últims anys, empatant per 2-2 el partit de Lliga al Camp Nou i perdent per 2-1 el partit de la segona volta al Santiago Bernabéu. A més, a les semifinals Copa del Rei, el Madrid elimina al Barça per un resultat total de 4 a 2 (1-1 a l'anada i 1-3 la tornada).
També, el FC Barcelona arriba a semifinals de Champions, però és derrotat pel FC Bayern de Múnic després d'un global de 7-0 (4-0 a l'Allianz Arena i 0-3 al Camp Nou).
El dia 19 de juliol del 2013, el president Sandro Rosell anuncia que Tito Vilanova no seguirà al capdavant de l'equip per la recaiguda de la malaltia que pateix des de fa més d'1 any. El dia 23 de juliol del 2013, la junta directiva fa oficial amb un comunicat el fixatge de l'entrenador argentí Gerardo Martino. Vilanova acabarà morint per les complicacions de la malaltia que patia el 25 d'abril del 2014 a Barcelona.

### La presidència de Sandro Rosell

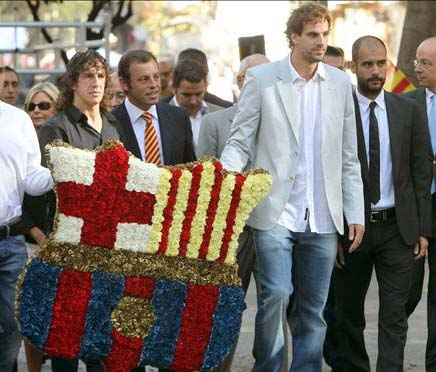
Sandro Rosell durant l'homenatge a Rafael Casanova durant la Diada Nacional de 2010. Amb ell, Carles Puyol, Roger Grimau i Pep Guardiola.

El 13 de juny de 2010 Sandro Rosell va guanyar les 12es eleccions a la presidència del club, quedant molt per davant de la resta de presidenciables.
El 10 de desembre de 2010 la junta directiva va fer públic un acord a partir del qual Qatar Foundation posaria publicitat a la samarreta de l'equip de futbol durant cinc anys a canvi del pagament de 170 milions d'euros. Així es posava fi a 111 anys d'història de la secció de futbol sense portar un patrocinador al frontal de la samarreta. La decisió va generar polèmica perquè la samarreta s'havia mantingut més d'un segle sense portar publicitat retribuïda. A més, el fet que la Qatar Foundation tingués un vincle directe amb el rei d'aquest estat, el xeic Hamad bin Khalifa Al Thani, i que Qatar no fos un país amb els estàndards democràtics occidentals, van fer aixecar diverses veus contra la mesura de la junta de Rosell.
El dia 23 de gener del 2014, després de patir diverses amenaces i de ser demandat per suposades irregularitats en el fitxatge del jugador Neymar, Rosell presentà la seva dimissió irrevocable i deixà el Vicepresident primer Josep Maria Bartomeu i Floreta com a president.

## La presidència de Josep Maria Bartomeu (2014-2020)

### L'era 'Tata' Martino

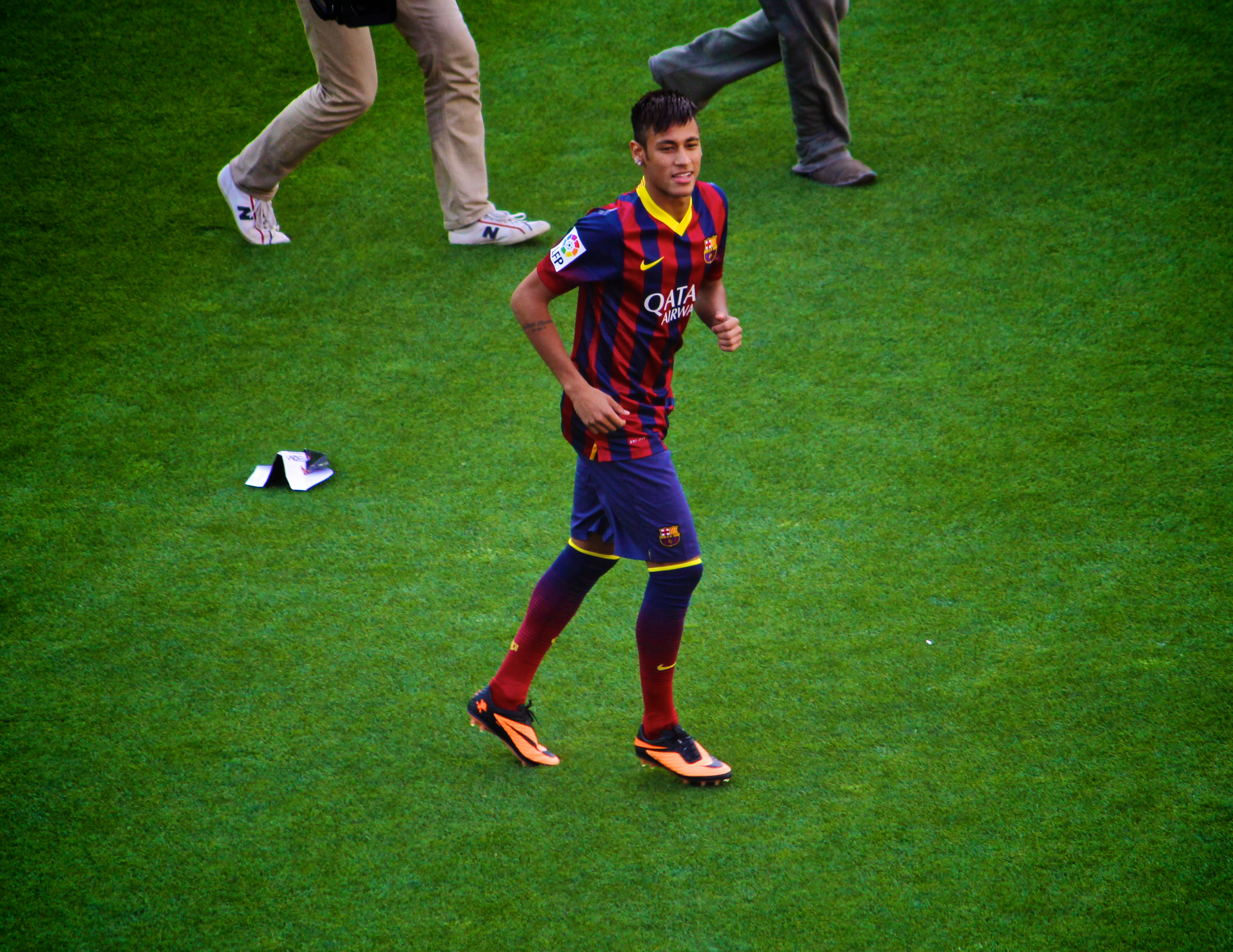
Presentació de Neymar Jr com a nou jugador blaugrana el 3 de juny de 2013 davant de 56.000 persones.

La temporada 2013-14 va començar amb la presentació del nou fitxatge de Neymar, la nova promesa mundial provinent del Santos FC, que va tenir un cost de 57 milions d'euros i que fou rebuda en la seva presentació Camp Nou per més de 56.500 espectadors. El juliol, Tito Vilanova va anunciar que no podrà seguir en el club a causa del tractament de la seva malaltia. Després de cerques, el 23 de juliol es resol que el nou entrenador del Barça serà el 'Tata' Martino, ex del Newell's Old Boys de l'Argentina. Es disputa l'anada de la Supercopa d'Espanya davant l'Atlètic de Madrid el 21 d'agost a l'Estadi Vicente Calderón, aquest partit acaba en empat 1-1 amb marcacions de l'ex blaugrana David Villa i de la nova incorporació: Neymar. El partit de tornada en el Camp Nou, es duu a terme el 28 d'agost. Acaba novament en empat, aquesta vegada sense gols pel que l'equip culé es proclama campió gràcies a la regla del gol de visitant.

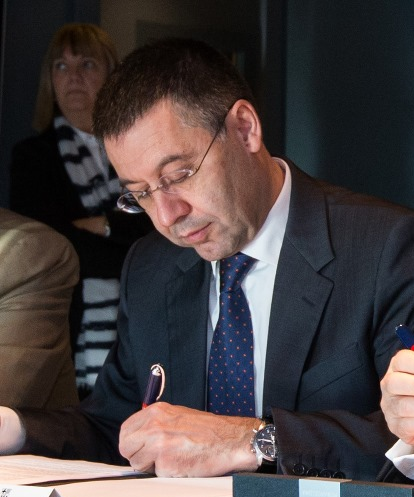
El president Josep Maria Bartomeu, signant un conveni de col·laboració amb la Cambra de Comerç de Barcelona

Són baixes durant el mercat: Thiago Alcántara, qui marxa al Bayern de Múnic. A més són cedits: Rafinha Alcántara al Celta de Vigo, Gerard Deulofeu a l'Everton FC i Bojan Krkić a l'Ajax d'Amsterdam. El 13 de gener es realitza la gala del FIFA Pilota d'Or, en la qual Lionel Messi es queda en segona posició sent superat per Cristiano Ronaldo. A més l'argentí al costat de Xavi Hernández, Andrés Iniesta i Daniel Alves, són inclosos en el FIFA/FIFA Pro World XI.
Durant el gener de 2014, el FC Barcelona és acusat de frau fiscal cap a la Hisenda pública a causa d'irregularitats en el traspàs de Neymar. A causa d'aquesta polèmica judicial, el 23 de gener Sandro Rosell dimiteix com a president del club, prenent el càrrec el seu vicepresident primer Josep Maria Bartomeu. Una altra acusació arribaria el 2 d'abril, aquesta vegada per part de la FIFA, qui acusa al Barça de realitzar infraccions en la inscripció de jugadors menors de 18 anys entre 2009 i 2013; per aquests motius se'ls impedeix fitxar jugadors per dos cicles (fins a juny de 2015). Després d'això el club recorre la sanció sent aquesta ajornada. El 5 d'abril, es duu a terme un referèndum pel projecte Espai Barça, que inclou una reforma completa del Camp Nou i un nou Palau Blaugrana. La proposta va ser aprovada pels socis que van votar, amb un 72,36% de suport.
Novament s'enfronten a l'Atlètic de Madrid, aquesta vegada pels quarts de final de la Lliga de Campions. En el partit d'anada a l'1 d'abril en el Camp Nou, empaten 1-1 amb marcacions de Neymar i Diego Ribas. En la tornada el 9 d'abril, els blaugranes es veuen superats i cauen pel compte mínim quedant eliminats. Una setmana després, el 16 d'abril, el conjunt culé disputa la final de la Copa del Rei davant el Reial Madrid a Mestalla. Els merengues obren el compte als 11 minuts per mitjà d'Ángel Di María, l'esperança tornaria en el minut 68' amb el gol de cap de Marc Bartra, però Gareth Bale sentenciaria la final lliurant-li la copa al conjunt blanc.
Després de 37 jornades de dura lluita pel títol de Lliga, tot es defineix en la denominada "final de la Lliga" entre el Barça i l'Atlètic de Madrid, la qual es disputa en el Camp Nou el 17 de maig davant uns 96 mil espectadors. Malgrat que els culés comencen guanyant amb gol d'Alexis Sánchez, els matalassers empaten amb gol de Diego Godín. Amb l'empat definitiu, l'Atlètic de Madrid aconsegueix el títol deixant al FC Barcelona com subcampió. Després del partit l'entrenador Gerardo Martino deixa el seu lloc al comandament del primer equip, a causa que els resultats no van ser els millors. D'aquesta manera es tanca el pas de l'argentí pel club, amb un 74,01% de rendiment en els 59 partits que va dirigir.

### L'era Luis Enrique

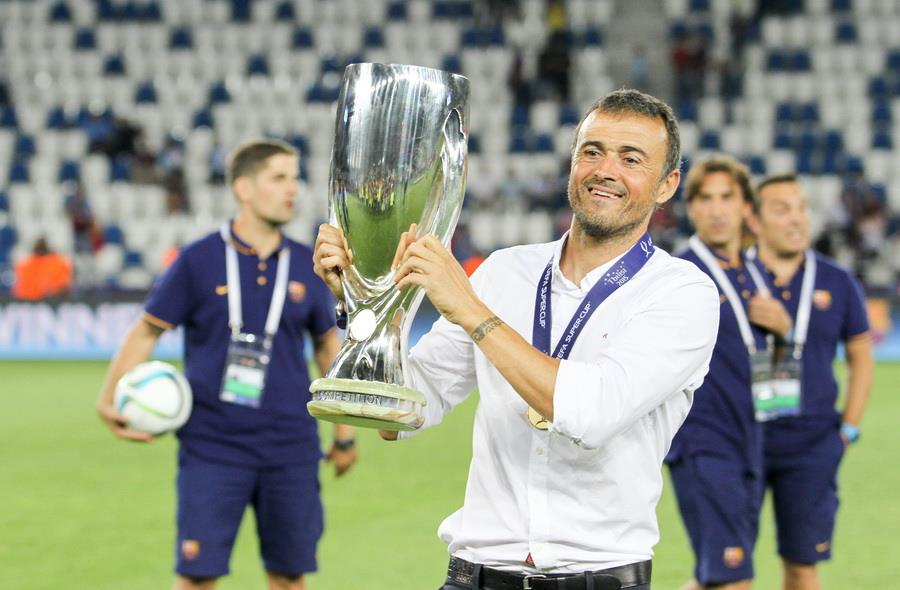
Luis Enrique celebrant la consecució de la Supercopa d'Europa 2015 amb el Barça.

Es dona inici a la temporada 2014-15 amb la presentació de Luis Enrique com a nou entrenador del primer equip. El 22 de maig és presentat el primer fitxatge de la campanya, es tracta del porter alemany Marc-André ter Stegen, qui arriba procedent del Borussia Mönchengladbach per 12 milions d'euros. A ell se'ls suma la tornada dels cedits: Rafinha Alcántara i Gerard Deulofeu; juntament amb Jordi Masip promocionat del filial. També es fitxa al davanter Luis Suárez del Liverpool per 81 milions d'euros, també s'integren a l'equip: el porter Claudio Bravo, els defenses Jérémy Mathieu, Thomas Vermaelen i Douglas Pereira; i el migcampista croat Ivan Rakitić. Les baixes del mercat van ser: Cesc Fàbregas, Jonathan dos Santos, Isaac Cuenca, Alexis Sánchez, Oier Olazábal, Bojan Krkić, José Manuel Pinto, al costat d'ells el porter Víctor Valdés i després de 15 anys el capità Carles Puyol es retira del futbol professional. A més van ser cedits Cristian Tello al FC Porto (per dos anys), Gerard Deulofeu i Denis Suárez (per dos anys) al Sevilla FC, Ibrahim Afellay a l'Olympiacos FC i Alex Song al West Ham United.
El 21 d'agost el Comitè d'Apel·lació de la FIFA ratifica la seva decisió i manté la sanció imposada al club, impedint-li tornar a fitxar jugadors per dos cicles, és a dir, fins a gener de 2016. Després de la tercera derrota en la Lliga davant la Reial Societat el 4 de gener, és destituït Andoni Zubizarreta com a Director Esportiu pels mals resultats, en el seu lloc es crea una Comissió Tècnica formada per Carles Rexach i Ariedo Braida. Després d'això el 7 de gener el president Josep Maria Bartomeu convoca a eleccions anticipades pel juliol de 2015. El 12 de gener en la gala de la FIFA Pilota d'Or, Lionel Messi novament queda en segona posició després de Cristiano Ronaldo, i és al costat d'Andrés Iniesta inclòs en l'Equip Ideal de l'any.
Quedant una jornada per disputar-se d'un extenuant campionat, el 17 de maig l'equip es proclama campió de Lliga després de vèncer a l'Atlètic de Madrid al Vicente Calderón pel compte mínim. Per a l'última jornada, se li realitza un comiat a l'estadi barcelonista del capità Xavi Hernández, qui abandonaria el club després de 17 temporades per emprendre rumb a Qatar. A la setmana següent, el 30 de maig es juga la final de la Copa del Rei en el mateix Camp Nou, on els blaugranes s'imposen per 3-1 a l'Athletic Club amb doblet de Messi i un gol de Neymar, obtenint així el 27è títol de Copa.
El 6 de juny a l'Estadi Olímpic de Berlín els culés s'enfronten a la Juventus per la final de la Lliga de Campions després de vèncer al Bayern de Múnic en les semifinals. Sent un partit molt disputat el Barça aconsegueix alçar-se per cinquena ocasió com a Campió d'Europa amb gols de Rakitić, Suárez i Neymar en l'últim minut; d'aquesta forma el FC Barcelona aconsegueix el seu segon Triplet tancant una temporada històrica, i convertint-se així en l'únic equip que aconsegueix en fer-ho. Finalment Bartomeu i la seva directiva dimiteixen fent de manera oficial les eleccions per la presidència, prenent el comandament la Comissió Gestora encapçalada per Ramon Adell. El president sortint és reescollit pels socis davant les candidatures de Joan Laporta, Agustí Benedito i Toni Freixa.

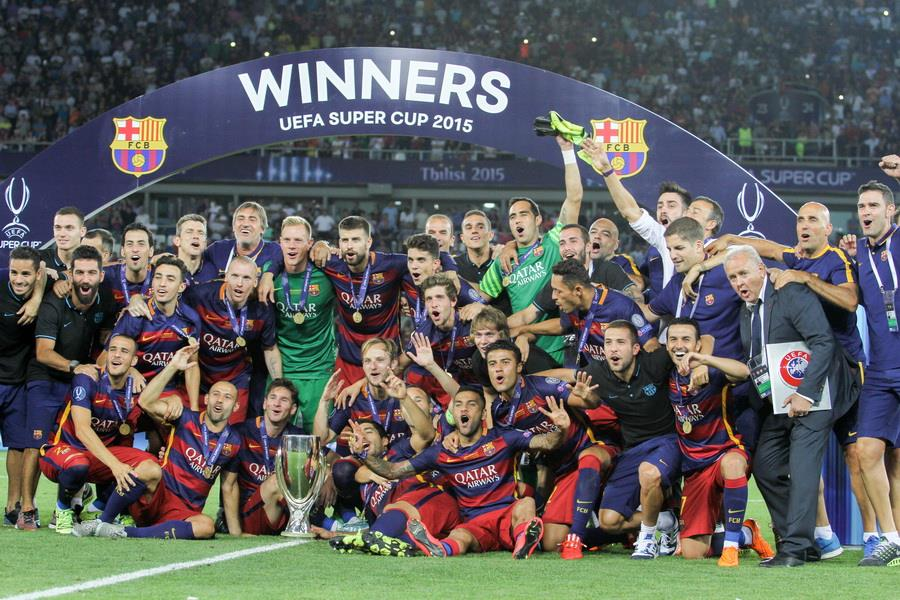
Els jugadors celebrant la Supercopa d'Europa de futbol 2015

El 20 de desembre el Barça guanya el seu tercer Mundial de Clubs després de derrotar en la final al Club Atlético River Plate per 3-0, amb dos gols de Suárez i un de Lionel Messi. D'aquesta manera, el FC Barcelona acaba un any espectacular guanyant 5 dels 6 títols possibles en un any. Suárez assoleix un récord a la competició marcant cinc gols al mateix torneig. El Mundial de Clubs és el 20è títol internacional de Barcelona, un rècord únicament igualat pel club egipci Al Ahly. En marcar 180 gols el 2015 a totes les competicions, Barcelona marca el rècord de major nombre de gols marcats en un any natural, superant el rècord de 178 gols del Reial Madrid el 2014.
Malgrat la sanció exercida per la FIFA, el club blaugrana incorpora dos nous jugadors: Aleix Vidal del Sevilla FC per 18 milions d'euros, i Turan de l'Atlètic de Madrid per 34 milions. Malgrat això, els jugadors no poden jugar fins a gener de 2016.
El 10 de febrer de 2016, es classifica per a la sisena final de la Copa del Rei de les vuit darreres temporades, el Barcelona Luis Enrique supera el rècord de 28 partits consecutius invictes en totes les competicions fixades per l'equip de Guardiola la temporada 2010–11, amb un 1-1 amb el València a la segona eliminatòria de la Copa. Amb una victòria de 5-1 al Rayo Vallecano de Madrid el 3 de març, el 35è partit de Barcelona invicte, el club trenca el rècord espanyol de 34 partits del Reial Madrid invicte a totes les competicions de la temporada 1988-1989, establint-se en 39 partits invicte, en perdre el 2 d'abril de 2016 per 2-1 davant el Reial Madrid al Camp Nou. El 14 de maig de 2016, Barcelona obté el seu sisè títol de la Lliga en vuit temporades. Messi, Suárez i Neymar acaben la temporada amb 131 gols, batent el rècord que havien establert l'any anterior de major nombre de gols per un trio atacant en una sola temporada. El Barça queda eliminat per l'Atlètic de Madrid a la Lliga de Campions però revalida el títol de Copa, aconseguint així el setè doblet de la seva història.
La temporada 2016-17 va ser l'última de Luis Enrique a la banqueta blaugrana causa de la seva renúncia producte del degast que implica el treball, segons el mateix entrenador explica en roda de premsa el mes de març. Guanya la Supercopa d'Espanya a l'Sevilla FC per un global de 5-0. A la Lliga de Campions, després de sortir primer del seu grup amb una sola derrota en condició de visitant davant el Manchester City, el 8 de març de 2017, equip protagonitza la remuntada més gran de la història de la competició derrotant per 6-1 al Paris Saint-Germain FC amb gols de Suárez, Messi, Neymar i Sergi Roberto més un autogol de Kurzawa (marcador global 6-5), tot i perdre l'anada a França per un marcador de 4-0, (veure artícle de la remuntada) però finalment cau davant la Juventus FC per un global de 3-0. Va repetir títol de Copa i va quedar segon a la Lliga a 3 punts del Reial Madrid.

### L'era Valverde i Quique Setién

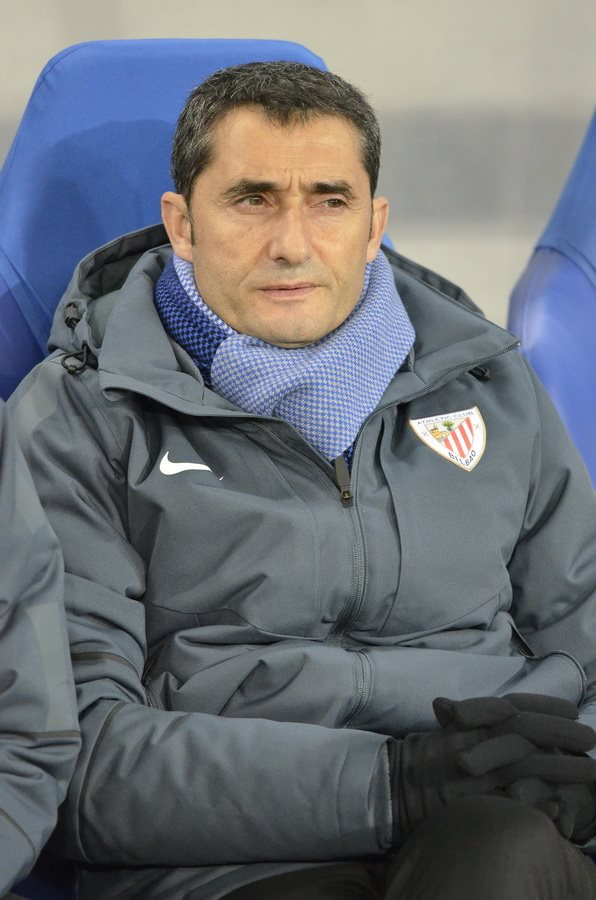
Ernesto Valverde, va ser l'entrenador de l'Athletic Club durant la Supercopa d'Espanya 2015. Finalment dirigiria el Barça després de la marxa de Luis Enrique.

El 29 de maig de 2017, l'ex jugador Ernesto Valverde és nomenat successor de Luis Enrique signant un contracte de dos anys amb opció per a un any més. El mateix any el directiu Javier Bordas proposà de formar una secretaria tècnica amb Monchi, Jordi Cruyff i Thierry Henry, però el club ho desestimà i es decantà per Pep Segura, seguidor d'un altre model.
El 20 de setembre de 2017, Barcelona fa una declaració exercint la seva posició sobre el referèndum sobre la independència de 2017 i l'anomenada Operació Anubis expressant que "davant dels fets succeïts els darrers dies, i especialment avui, en relació amb la situació política que viu Catalunya, el FC Barcelona, fidel al seu compromís històric amb la defensa del país, de la democràcia, de la llibertat d'expressió i del dret a decidir, condemna qualsevol acció que pugui impedir l'exercici ple d'aquests drets." La Junta demana posposar el partit davant la Unión Deportiva Las Palmas el dia del referèndum a causa de la intensa violència policial a Catalunya, però la Lliga ho declina, amenaçant amb la pèrdua de sis punts. El Barcelona condemna la violència però disputa el partit a porta tancada. Dos consellers, Jordi Monés i Carles Vilarrubí, van presentar les seves renúncies per protestar pel fet que es disputés el partit. El Barça guanya la Lliga i Copa en la temporada 2017-18. El Barça estableig un nou rècord de partits sense perdre (43) a la història de la Lliga. Pitjor sort pateix a la Lliga de Campions amb una inesperada derrota amb l'AS Roma.
La temporada 2018-19 comença amb l'obtenció de la Supercopa d'Espanya 2018 en què va ser la primera final disputada fora del territori espanyol. Amb aquest títol, Messi es va convertir en el jugador més premiat de la competició amb vuit títols, i del club amb trenta-tres, superant Iniesta. Repeteix títol de Lliga, però perd la final de Copa davant al València CF i queda eliminat de la Lliga de Campions pel Liverpool FC. Aquell estiu la política esportiva del club es redreçà, particularment pel que fa al futbol formatiu i el filial, per evitar repetir casos de fuga de talents com el d'Èric Garcia. Amb aquesta finalitat, la directiva prescindí de Pep Segura, responsable d'aquest nou model que evitava fer propostes esportives i econòmiques a jugadors joves i que provocava una fuga de talents a altres clubs europeus. Tant Segura com Bakero eren més partidaris de pescar talent fora del club, i tots dos romangueren apartats d'aquesta àrea per decisió de la directiva.
El 2 de desembre de 2019 Lionel Messi va guanyar la Pilota d'Or per sisena vegada a la seva carrera, convertint-se així en el jugador més premiat en guanyar-lo en les edicions de: 2009, 2010, 2011, 2012, 2015, i 2019.
El 13 de gener de 2020, l'ex entrenador del Reial Betis Quique Setién va substituir Ernesto Valverde com a nou entrenador de Barcelona, després de la derrota davant de l'Atlètic Madrid a la Supercopa d'Espanya. Valverde va ser cessat tot i que l'equip era líder de la Lliga i havent acabat primer del seu grup a la Lliga de Campions. Es va filtrar que s'havia intentat fitxar a Xavi Hernández per substituir-lo. El Barça va arribar líder a la parada obligada per la Pandèmia per coronavirus.
Un cop represa la competició, el Barça va mantenir el liderat fins a la jornada 30, quan un empat amb el Sevilla FC va fer que el Reial Madrid superés l'equip català a la classificació. El Reial Madrid acabaria guanyant la Lliga i el Barça mantindria la segona posició fins al final. A la represa de la Champions League, també suspesa per la pandèmia, el FC Barcelona va aconseguir eliminar el Nàpols als vuitens de final, però va quedar eliminat als quarts després de perdre per 2-8 contra el Bayern de Múnic. Després d'aquesta derrota, Quique Setién va ser destituït. Els estatuts marquen que s'han de celebrar entre el 15 de març i el 15 de juny. El 17 d'agost de 2020 Josep Maria Bartomeu va comunicar que les eleccions se celebrarien el primer dia de partit al Camp Nou a partir del 15 de març. El 19 d'agost s'anuncià el fitxatge com a nou entrenador del neerlandès Ronald Koeman.
Després de no aconseguir posposar la moció de censura que la plataforma Més que una Moció va promoure, i que havia de dur-se a terme a principis de novembre de 2020, i ser amenaçat amb conseqüències jurídiques, el 27 d'octubre de 2020, Josep Maria Bartomeu i la resta de la junta directiva van dimitir, deixant pas a una Comissió Gestora presidida per Carles Tusquets. Aquesta comissió gestora anuncià la convocatòria electoral per al 24 de gener de 2021, però per raó de la pandèmia de COVID-19 finalment es van ajornar al 7 de març.

## Retorn de Laporta i era post Messi (2021-present)

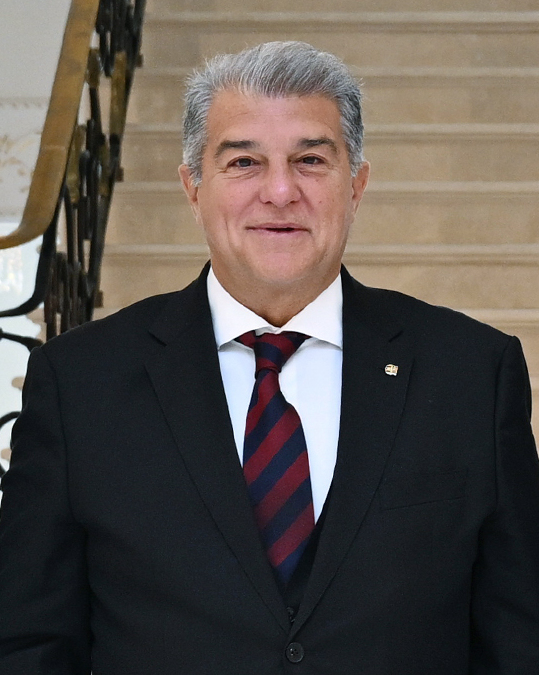
Joan Laporta, president del club, al seu segon mandat.

Luis Suárez es va acomiadar del club després d'haver marcat 198 gols en 283 partits disputats en sis temporades, situant-se al moment com el tercer màxim golejador històric del club. A l'inici de la temporada 2020-21 va ressaltar la figura d'Ansu Fati, una de les noves revelacions de l'equip que es va convertir en el jugador més jove a marcar dos gols a la Lliga de Campions abans dels 18 anys, marca que en va sumar altres aconseguides el curs anterior relatives a la seva precocitat, superant els registres de Bojan Krkić, Kylian Mbappé o Raúl González entre d'altres.
El candidat guanyador de les XIV eleccions fou Joan Laporta amb un 54,28% dels vots, i l'auditoria presentada l'octubre de 2021 va revelar que la gestió de Bartomeu va disparar la massa salarial d'un 61% entre 2018 i 2021, deixant un deute de 1.350 milions fins al març del 2021, despeses d'intermediació significatives i poc habituals en anys anteriors.

### L'era Ronald Koeman

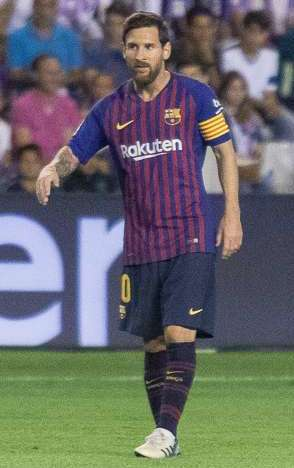
El davanter i capità Lionel Messi va deixar el club el 2021 després de 21 anys a causa dels obstacles financers i estructurals que plantejava la normativa de la lliga espanyola.

A la Lliga de Campions de futbol, el Barcelona va ser eliminat pel Paris Saint-Germain Football Club als vuitens de final, trencant la ratxa de 13 participacions consecutives als quarts de final. El Barça va guanyar la seva 31a Copa del Rei, el seu únic trofeu sota la direcció de Koeman, després de derrotar a l'Athletic Club per 4-0 a la final. El Barcelona va acabar la temporada 2020-21 tercer a la Lliga, la seva posició més baixa des de la temporada 2007-08. L'abril del 2021, Forbes va valorar el Barça com el club de futbol més valuós del món amb una valoració de 4.760 milions de dòlars.
L'agost del 2021, el Barça es va veure incapaç de complir els requisits del Fair Play Financer de la Lliga de futbol, i va revelar un deute del club de 1.350 milions d'euros i una factura salarial que representava el 103% dels ingressos totals. Les implicacions financeres van restringir el Barcelona al mercat de transferències i, com a resultat, Lionel Messi, el màxim golejador de tots els temps del club, després de 21 anys com a jugador del Barça, va signar una transferència gratuïta amb el Paris Saint-Germain FC, la majoria de fitxatges van ser transferències gratuïtes o préstecs, i es van haver de reduir els salaris dels jugadors per registrar els jugadors entrants. Koeman va ser destituït com a entrenador el 28 d'octubre de 2021 degut als mals resultats obtinguts en totes les competicions.

### Desena Copa d'Europa d'handbol
La temporada 2020-21 la secció d'handbol va guanyar la desena Copa d'Europa i sumen sis títols de sis possibles: Supercopa de Catalunya, Supercopa d'Espanya, Copa del Rei, Lliga Sacyr ASOBAL, Copa Asobal i la Copa d'Europa. A més, guanyant tots els partits disputats, amb 61 victòries en 61 partits. Al final d'aquesta temporada el tècnic Xavier Pascual va finalitzar la seva etapa, que havia iniciat al febrer de l'any 2009, després de guanyar 61 títols.

### Triplet femení
En aquesta mateixa temporada l'equip femení guanya la seva primera Copa d'Europa després de golejar al Chelsea (4 a 0). En afegir el títol de lliga i la Copa de la Reina, el Barcelona femení va ser el primer equip estatal en aconseguir el triplet. Cinc jugadores blaugranes van ser nominades a la Pilota d'Or Femenina del 2021, premi que va obtenir Alexia Putellas, quedant segona Jennifer Hermoso.
El 30 de març del 2022, en un partit davant el Real Madrid (5-2) de la tornada dels quarts de final de la Lliga de Campions, el Camp Nou va ser l'escenari del rècord mundial d'assistència, amb 91.553 espectadors. En el següent partit de semifinals de Lliga de Campions, el 22 d'abril es va tornar a batre el rècord contra el VfL Wolfsburg (femení) amb 91.648 espectadors.

### L'era Xavi
El 6 de novembre de 2021 es va anunciar a Xavi com a nou entrenador del club, amb un contracte fins a l'any 2024.
El 8 de desembre de 2021, el Barcelona va ésser eliminat per primera vegada en 17 anys en fase de grups de la Lliga de Campions en quedar tercer classificat, veient-se obligat a disputar l'Europa League, la segona competició europea, on acabaria essent eliminat en quarts de final per l'Eintracht Frankfurt amb un resultat global de 4-3 a favor de l'equip alemany. Aquella eliminatòria passà a la història negra del club, ja que en el partit de tornada disputat al Camp Nou, l'afició de l'Eintracht aconseguí una xifra d'entrades mai vista en la història del Barcelona, havent-hi més aficionats visitants que locals a l'estadi. La gran repercussió que va tenir aquest fet i les fortes crítiques que va obtenir la junta directiva, va obligar a aquesta a adoptar mesures per evitar futures revendes d'entrades, millors controls a empreses terceres dedicades a la venda d'aquestes i imposició d'entrades nominatives per l'assistència futura en partits de competició europea. A la lliga nacional va arribar al segon lloc, garantint una plaça a la Lliga de Campions per la temporada següent. El primer equip de futbol no va aconseguir cap títol, sent eliminat en la Supercopa i la Copa del Rei. Aleshores, va marcar com a objectiu principal de la temporada 2022-23 tornar a guanyar un trofeu important pel club.
L'1 de juliol de 2022, l'estadi va passar a anomenar-se oficialment "Spotify Camp Nou". Va ser la primera vegada a la història del club que es va arribar a un acord amb un soci que adquireix els drets de denominació de l'estadi.

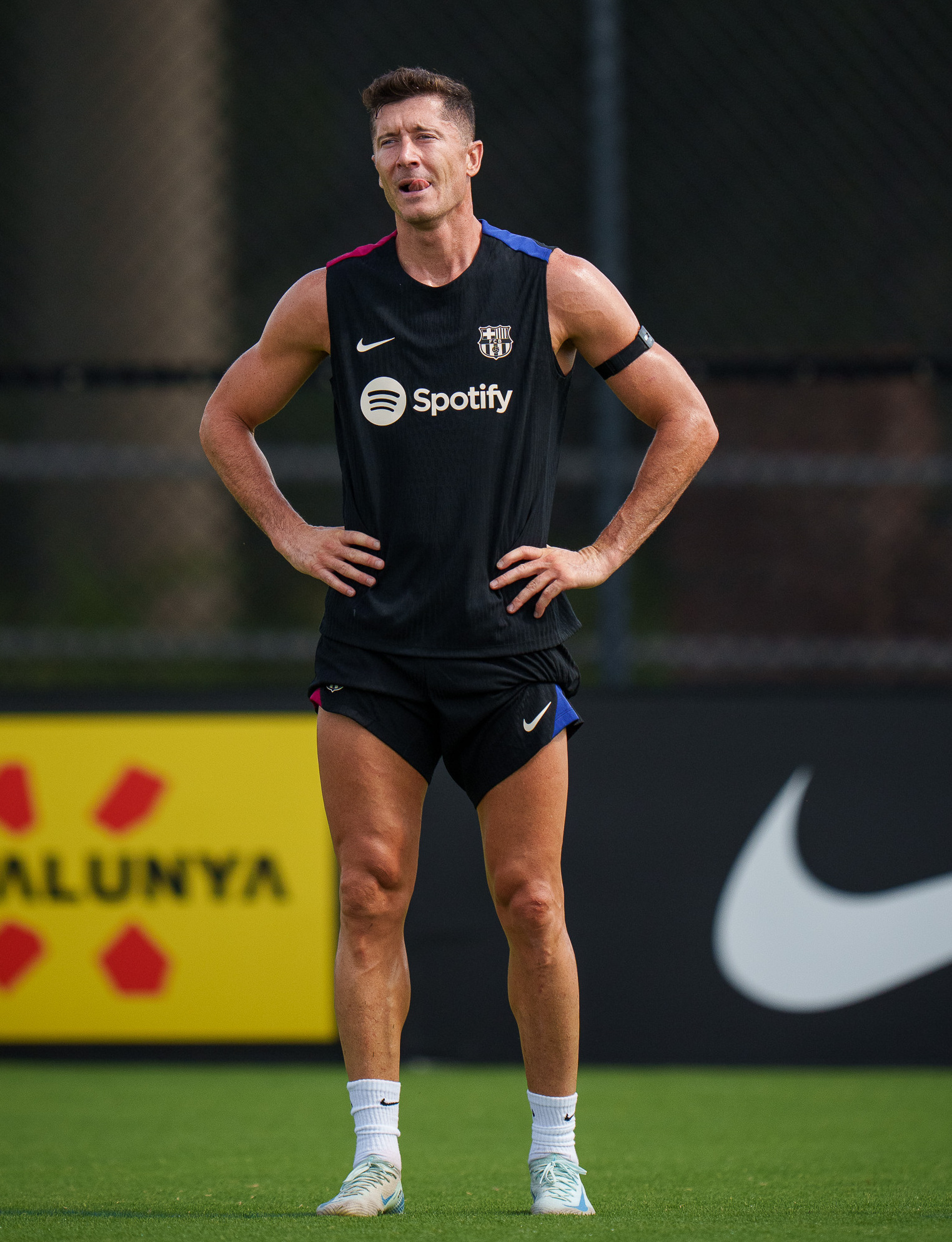
Robert Lewandowski, davanter polonès del FC Barcelona des del 2022. És considerat un dels millors davanters de tots els temps.

Amb el nou fitxatge estrella de l'estiu, Lewandowski, el Barça no va començar molt bé la temporada, quedant eliminat per segon any consecutiu a la fase de grups de la Lliga de Campions davant del Bayern de Múnic i l'Inter de Milà, cosa que no passava des de l'any 1999. Tot i això, l'equip va poder guanyar la Supercopa d'Espanya el gener del 2023 a la final, davant el Reial Madrid, per 1-3. A la Lliga, el Barça es va mantenir primer com a campió d'hivern.
El 15 de febrer de 2023 es va fer públic el Cas Negreira o Barçagate per la possible corrupció esportiva involucrant José María Enríquez Negreira, exàrbitre de futbol espanyol que fou vicepresident del Comitè Tècnic d'Àrbitres entre el 1994 i el 2018, que hauria rebut 7,3 milions d'euros del FC Barcelona mentre estava en compliment de les seves funcions al CTA, i en no poder comprovar que els diners es van fer servir per influir en les actuacions dels col·legiats, s'estudia en un possible delicte de blanqueig de capitals.
A l'Europa League, el Barça va caure eliminat als setzens de final contra el Manchester United FC per un global de 4-3. I a la Copa de Rei, el Barça no va superar les semifinals contra el Reial Madrid per un global de 1-4. Tot i això, l'equip va mantenir el ritme a la lliga i la va acabar sentenciant en un duel històric contra l'Espanyol a l'RCDE Stadium en el qual el Barça va guanyar per 2-4. En aquesta temporada, totes les seccions professionals de l'entitat (futbol, futbol femení, bàsquet, handbol, futbol sala i hoquei patins) van aconseguir el títol de lliga.